# Liste der technischen Denkmale im Landkreis Sächsische Schweiz-Osterzgebirge (O–Z)
Die Liste der technischen Denkmale im Landkreis Sächsische Schweiz-Osterzgebirge enthält die Technischen Denkmale im Landkreis Sächsische Schweiz-Osterzgebirge.
Diese Liste ist eine Teilliste der Liste der Kulturdenkmale in Sachsen. Aufgrund der großen Anzahl von technischen Denkmalen ist die Liste nach den Anfangsbuchstaben der Gemeinden, in denen sich das jeweilige Denkmal befindet, aufgeteilt in die
- Liste der technischen Denkmale im Landkreis Sächsische Schweiz-Osterzgebirge (A–E)
- Liste der technischen Denkmale im Landkreis Sächsische Schweiz-Osterzgebirge (F–N)
- Liste der technischen Denkmale im Landkreis Sächsische Schweiz-Osterzgebirge (O–Z)

## Pirna, Stadt
| Bild                                    | Bezeichnung                                                                                         | Lage                      | Datierung | Beschreibung | ID       |
| --------------------------------------- | --------------------------------------------------------------------------------------------------- | ------------------------- | --- | --- | -------- |
| Direkt Bild zu diesem Denkmal hochladen | Wegestein                                                                                           | Birkwitz (Karte)          | 19. Jahrhundert (Wegestein)                                                                                  | verkehrsgeschichtlich von Bedeutung, steinerner Wegestein mit profiliertem Aufsatz | 09222652 |
| Direkt Bild zu diesem Denkmal hochladen | Brücke über die Wesenitz                                                                            | Copitz (Karte)            | bezeichnet 1685 (vermutlich), z. T. erneuert                                                                 | baugeschichtlich und verkehrsgeschichtlich von Bedeutung | 09220016 |
| Direkt Bild zu diesem Denkmal hochladen | Leitumspannwerk mit Schaltwärterhaus                                                                | Copitz (Karte)            | 1920er Jahre (Umspannwerk)                                                                                   | baugeschichtlich und technikgeschichtlich von Bedeutung | 09220890 |
| Direkt Bild zu diesem Denkmal hochladen | Eisenbahnbrücke über die Leglerstraße                                                               | Copitz (Karte)            | 4. Viertel 19. Jahrhundert (Eisenbahnbrücke)                                                                 | baugeschichtlich, technikgeschichtlich und eisenbahngeschichtlich von Bedeutung, Bogenbrücke in Sandstein | 09220015 |
| Direkt Bild zu diesem Denkmal hochladen | Fünfzehn Wegesteine                                                                                 | Graupa                    | 19. Jahrhundert (Wegestein)                                                                                  | verkehrsgeschichtlich von Bedeutung | 09223280 |
| Direkt Bild zu diesem Denkmal hochladen | Dorfschmiede Graupa                                                                                 | Graupa (Karte)            | 1927 (Schmiede)                                                                                              | Schmiede (mit dem gesamten originalen Werkstatt-Inventar); baugeschichtlich, ortsgeschichtlich und technikgeschichtlich von Bedeutung | 09223238 |
| Direkt Bild zu diesem Denkmal hochladen | Hohe Brücken                                                                                        | Graupa                    | 1765 bis 1789, bezeichnet 1789 (Straßenbrücke)                                                               | Sieben Sandstein-Bogenbrücken; baugeschichtlich und verkehrsgeschichtlich von Bedeutung, in Auftrag gegeben von Graf Marcolini, Brücken unterschiedlich gestaltet, teils vielbogig in Zweireihung | 09223051 |
| Direkt Bild zu diesem Denkmal hochladen | Grundmühle                                                                                          | Jessen (Karte)            | erste Erwähnung 1364 (Mühle); bestehende Gebäude ab 1800 (Mühle)                                             | Mühle, gesamte Anlage mit allen Gebäuden und technischen Einrichtungen, darunter ein großes Mühlengebäude aus unverputzten Sandsteinen, das parallel dazu befindliche Nebengebäude mit verbrettertem Giebel, die Wohngebäude mit Fachwerkobergeschoss, die Hintergebäude, die große massive Scheune, die gesamte Sandsteinhofpflasterung, der Wesenitz-Mühlgraben (dieser teilweise zugeschüttet, vollständig erhalten unter dem großen Mühlengebäude), das Wehr, im vorderen Bereich eine steinerne Bogenbrücke und die Sandstein-Ufereinfassung des Mühlenkanals und des Baches; technikgeschichtlich, ortsgeschichtlich, künstlerisch, baugeschichtlich und wissenschaftlich von Bedeutung | 09221033 |
| Direkt Bild zu diesem Denkmal hochladen | Dietzmühle                                                                                          | Jessen (Karte)            | um 1910 (Mühle)                                                                                              | Mühle mit allen Gebäuden, darunter der hohe Mühlen-Hauptbau, Wohngebäude und die Einfriedungsmauer; baugeschichtlich, technikgeschichtlich und ortsgeschichtlich von Bedeutung | 09221027 |
| Direkt Bild zu diesem Denkmal hochladen | Wegestein                                                                                           | Liebethal (Karte)         | 1. Hälfte 19. Jahrhundert (Wegestein)                                                                        | verkehrsgeschichtlich von Bedeutung | 09221271 |
| Direkt Bild zu diesem Denkmal hochladen | Brücke über die Wesenitz                                                                            | Liebethal (Karte)         | 19. Jahrhundert (Brücke)                                                                                     | baugeschichtlich, technikgeschichtlich und verkehrsgeschichtlich von Bedeutung, Sandsteinbogenbrücke | 09221263 |
| Weitere Bilder                          | Liebethaler Mühle; Pappenfabrik Liebethal                                                           | Liebethal (Karte)         | 1826 (Mühle); 1907 (Dampferzeuger)                                                                           | Mühle, später Pappenfabrik, gesamte Anlage mit allen Gebäuden und technischen Einrichtungen, darunter das hohe Mühlengebäude, Stützmauern, Reste des Mühlgrabens und Wehr mit Ablassschütz, der Mühlenkanal, von der Ausstattung im Kesselhaus zwei historische Dampferzeuger; ortsgeschichtlich und technikgeschichtlich von Bedeutung | 09220556 |
| Direkt Bild zu diesem Denkmal hochladen | Brücke über die Klemnitz                                                                            | Liebethal (Karte)         | 19. Jahrhundert (Brücke)                                                                                     | baugeschichtlich und technikgeschichtlich von Bedeutung, Sandsteinbogenbrücke | 09221266 |
| Direkt Bild zu diesem Denkmal hochladen | Brücke über die Klemnitz                                                                            | Liebethal (Karte)         | | baugeschichtlich und technikgeschichtlich von Bedeutung, Sandsteinbogenbrücke | 09221262 |
| Direkt Bild zu diesem Denkmal hochladen | Brücke über den Struppenbach                                                                        | Niedervogelgesang (Karte) | 19. Jahrhundert (Brücke)                                                                                     | baugeschichtlich, technikgeschichtlich und verkehrsgeschichtlich von Bedeutung, Sandsteinbogenbrücke | 09221285 |
| Direkt Bild zu diesem Denkmal hochladen | Gasthof Schöne                                                                                      | Niedervogelgesang (Karte) | um 1800 (Gasthof)                                                                                            | Gasthof; baugeschichtlich und ortsgeschichtlich von Bedeutung, älterer Teil mit Fachwerk, ortsbildprägende Lage an der Elbe | 09221277 |
|                                         | Schleppdampfer Sachsenwald; Schleppdampfer Ida-Erna (ehem.)                                         | Pirna                     | 1914 (Schleppdampfschiff)                                                                                    | Schleppdampfer; letzter Schraubenschleppdampfer auf der Elbe, von verkehrshistorischer Bedeutung, 1914 auf der Werft Gebr. Wiemann unter dem Namen „Ida-Erna“ vom Stapel gelassen, seit 1935 unter dem Namen „Sachsenwald“ | 09229967 |
| Weitere Bilder                          | Eisenbahnstrecke Pirna–Berggießhübel–Gottleuba                                                      | Pirna (Karte)             | 1960–1961 (Eisenbahnbrücke)                                                                                  | Eisenbahnbrücke; Stahlbrücke mit einem weiten Stabbogen, Erstbau der Brücke 1879 durch die Königin-Marien-Hütte in Cainsdorf, deren Zerstörung im Juli 1957 durch Hochwasser der Gottleuba, technikgeschichtlich und verkehrsgeschichtlich von Bedeutung | 09302047 |
| Weitere Bilder                          | Eisenbahnstrecke Dresden-Neustadt -Schöna Grenze - Děčín (Tetschen)                                 | Pirna (Karte)             | Strecke 1848 (Eisenbahn); um 1900 (Eisenbahndamm)                                                            | Eisenbahndamm in regelmäßigen Sandsteinquadern mit allen Unterführungen; technikgeschichtlich und verkehrsgeschichtlich von Bedeutung, ortsbildprägend am Elbufer | 09223726 |
|                                         | Brunnentrog auf dem Marktplatz (nordöstl. des Rathauses)                                            | Pirna (Karte)             | bezeichnet 1775 (Brunnen)                                                                                    | künstlerisch, technikgeschichtlich und ortsbildprägend von Bedeutung | 09220663 |
|                                         | Brunnentrog auf dem Marktplatz (südwestlich des Rathauses)                                          | Pirna (Karte)             | bezeichnet 1774 (Brunnen)                                                                                    | künstlerisch, technikgeschichtlich und ortsbildprägend von Bedeutung | 09220407 |
|                                         | Brunnentrog auf dem Marktplatz (südöstlich des Rathauses)                                           | Pirna (Karte)             | bezeichnet 1780 (Brunnen)                                                                                    | künstlerisch, technikgeschichtlich und ortsbildprägend von Bedeutung | 09220406 |
| Weitere Bilder                          | Brunnen in der Mitte des Platzes                                                                    | Am Plan, Pirna (Karte)    | bezeichnet 1697 (Brunnen)                                                                                    | platzbildprägend und technikgeschichtlich von Bedeutung | 09220398 |
| Direkt Bild zu diesem Denkmal hochladen | Quellsammelbehälter oder Trinkwasser-Reinigungsanlage (unterhalb der Festung Sonnenstein)           | Pirna (Karte)             | um 1860 (Wasserversorgungs- und Abwasseranlage)                                                              | baugeschichtlich, ortsgeschichtlich und technikgeschichtlich von Bedeutung | 09223747 |
| Direkt Bild zu diesem Denkmal hochladen | Trinkwasser-Reinigungsanlage (unterhalb der Festung Sonnenstein)                                    | Pirna (Karte)             | wahrscheinlich um 1860 (Wasserversorgungs- und Abwasseranlage)                                               | baugeschichtlich, ortsgeschichtlich und technikgeschichtlich von Bedeutung | 09223746 |
| Direkt Bild zu diesem Denkmal hochladen | Sog. Pienitzbehälter                                                                                | Pirna (Karte)             | um 1860, wahrscheinlich um 1910 umgebaut (Wasserversorgungs- und Abwasseranlage)                             | Quellsammelbehälter (unterhalb der Festung Sonnenstein); baugeschichtlich, ortsgeschichtlich und technikgeschichtlich von Bedeutung, benannt nach dem Bürgermeister Pienitz (1851–1883), der auf dem Grundstück einen Garten hatte | 09223745 |
| Weitere Bilder                          | Brunnentrog                                                                                         | Pirna (Karte)             | 18. Jahrhundert (Brunnen)                                                                                    | technikgeschichtlich und ortsbildprägend von Bedeutung, barocker Sandsteinbrunnen | 09301675 |
| Weitere Bilder                          | Wasserwerk                                                                                          | Pirna (Karte)             | am Hauptgebäude bezeichnet 1903 (Wasserwerk)                                                                 | Wasserwerk mit Wohnhaus, Quellhäuschen, Hauptgebäude und Einfriedung; baugeschichtlich und technikgeschichtlich von Bedeutung, Gründerzeitgebäude | 09220388 |
| Weitere Bilder                          | Bahnhof Pirna                                                                                       | Pirna (Karte)             | ab 1872 (Personenbahnhof)                                                                                    | Empfangsgebäude mit allen Bauteilen, Bahnsteigüberdachungen, Tunnel und Vorplatz; baugeschichtlich, eisenbahngeschichtlich, technikgeschichtlich und verkehrsgeschichtlich von Bedeutung, das Empfangsgebäude ein Gründerzeitbau | 09220780 |
| Weitere Bilder                          | Elbtalzentrale; Elektrizitätswerk (ehem.)                                                           | Pirna (Karte)             | um 1910 (Kraftwerk)                                                                                          | Elektrizitätswerk (mit zwei ineinander übergehenden Baukörpern), die Giebel dreieckig und rund geschweift, bauliche Verwandtschaft mit der AEG-Turbinenfabrik (Berlin) von Peter Behrens; baugeschichtlich und technikgeschichtlich von Bedeutung | 09225077 |
| Weitere Bilder                          | Alte Elbbrücke; Stadtbrücke                                                                         | Pirna (Karte)             | 1872–1875 (Straßenbrücke)                                                                                    | Brücke über die Elbe zwischen Altstadt und Copitz (für Eisenbahn, Kraftverkehr und Fußgänger); baugeschichtlich, eisenbahngeschichtlich, ortsgeschichtlich, ortsbildprägend, technikgeschichtlich und verkehrsgeschichtlich von Bedeutung | 09220856 |
| Weitere Bilder                          | Gerichtsgebäude, vorher Industriebau                                                                | Pirna (Karte)             | 1854, Umbau 1898 (Gericht)                                                                                   | baugeschichtlich, städtebaulich und ortsgeschichtlich von Bedeutung, entstanden auf dem Gelände einer ehemaligen Zuckerraffinerie (1836–1842), dann Amtsgericht (1854–1998), Gebäude mit Kolossalpilastern und spätklassizistischer Gestaltung, ortsbildprägend an der Wallanlage | 09220500 |
| Weitere Bilder                          | Kursächsische Postmeilensäulen (Sachgesamtheit)                                                     | Pirna (Karte)             | bezeichnet 1722 (Postdistanzsäule)                                                                           | Postmeilensäule; Kopie einer Distanzsäule, verkehrsgeschichtlich von Bedeutung | 09221076 |
| Weitere Bilder                          | Alter Bahnhof Pirna                                                                                 | Pirna (Karte)             | 1848 (ehem. Empfangsgebäude)                                                                                 | Empfangsgebäude des alten Bahnhofs (später Bahnmeisterei) mit Nebengebäude und Einfriedungsmauer; baugeschichtlich, städtebaulich, ortsgeschichtlich und ortsbildprägend von Bedeutung, ein klassizistischer Bau mit Sandsteinverblendung, ortsbildprägend an der Wallanlage | 09220259 |
| Weitere Bilder                          | Brunnentrog (nordöstlich des Chores von St. Marien)                                                 | Pirna (Karte)             | bezeichnet 1768 (Brunnen)                                                                                    | künstlerisch, technikgeschichtlich und ortsbildprägend von Bedeutung | 09220050 |
| Weitere Bilder                          | Neumühle; Knaufmühle; Promnitzens Mühle; Steingutfabrik                                             | Pirna (Karte)             | um 1850 (erste Erwähnung 1443)                                                                               | Mühlenanwesen mit drei Gebäuden und Hofpflasterung; baugeschichtlich, ortsgeschichtlich und technikgeschichtlich von Bedeutung | 09220710 |
| Weitere Bilder                          | Brunnentrog                                                                                         | Pirna (Karte)             | bezeichnet 1768 (Brunnen)                                                                                    | technikgeschichtlich und ortsbildprägend von Bedeutung, barocker Sandsteinbrunnen | 09220100 |
| Weitere Bilder                          | Straßenbrücke über die Gottleuba                                                                    | Pirna (Karte)             | bezeichnet 1887 (Straßenbrücke)                                                                              | baugeschichtlich, technikgeschichtlich und verkehrsgeschichtlich von Bedeutung, Sandsteinbogenbrücke | 09221038 |
| Weitere Bilder                          | Brettmühle (ehem.); später Holzfabrik Friedrich Hengst                                              | Pirna (Karte)             | Ersterwähnung 1435 (Mühle); 1898 (Fabrikgebäude)                                                             | Ehemalige Mühle und spätere Fensterfabrik mit allen Gebäuden (dabei drei große Bauten und zwei Lagerschuppen), der unterirdisch verlaufende Mühlgraben des umgeleiteten Schlängelbachs und der Keller mit Einstiegshäuschen; baugeschichtlich, ortsgeschichtlich, städtebaulich und künstlerisch von Bedeutung, Gründerzeitbauten (aus Backstein), Architekt: Paul Ranft (aus Leipzig), Hauptgebäude mit teilweise originaler Ausstattung | 09220474 |
| Weitere Bilder                          | Kohlmühle                                                                                           | Pirna (Karte)             | 2. Hälfte 19. Jahrhundert, erwähnt 1412 (Mühle); nach 1800 (Wohnhaus)                                        | Mühle mit dreiseitiger Bebauung, eingeschlossen das stattliche Mühlengebäude (mit erhöhtem Kopfbau), das Wohnhaus und die eingeschossige Scheune; baugeschichtlich, ortsgeschichtlich und technikgeschichtlich von Bedeutung | 09220928 |
| Weitere Bilder                          | Brunnentrog und Treppe zur Gasse Am Schloßberg                                                      | Pirna (Karte)             | bezeichnet 1851 (Brunnen); 1914 (Treppenanlage)                                                              | baugeschichtlich, technikgeschichtlich und ortsbildprägend von Bedeutung, klassizistischer Sandsteinbrunnen | 09301674 |
| Weitere Bilder                          | Straßenbrücke über die Seidewitz                                                                    | Pirna (Karte)             | um 1740 (Straßenbrücke)                                                                                      | technikgeschichtlich und baugeschichtlich von Bedeutung, Sandsteinbogenbrücke | 09220978 |
| Direkt Bild zu diesem Denkmal hochladen | Stadtschreibermühle; Eisfabrik Böhme (später)                                                       | Pirna (Karte)             | erste Erwähnung 1392; Umbau 19. Jahrhundert (Wehr)                                                           | Festes Wehr mit Fischbauchklappe sowie Ufereinfassung aus Sandsteinquadern am Fluss Gottleuba; technikgeschichtlich von Bedeutung | 09226315 |
| Weitere Bilder                          | Eisenbahnstrecke Pirna–Berggießhübel–Gottleuba                                                      | Pirna (Karte)             | 1890er Jahre (Empfangsgebäude)                                                                               | Bahnhofsrestaurant des Haltepunkts Pirna-Süd; baugeschichtlich, ortsgeschichtlich und technikgeschichtlich von Bedeutung, ein Gründerzeitgebäude, zum Bahnsteig ein Balkon auf Säulen | 09220676 |
| Direkt Bild zu diesem Denkmal hochladen | Brunnentrog                                                                                         | Pirna (Karte)             | bezeichnet 1712 (Brunnen)                                                                                    | technikgeschichtlich und ortsbildprägend von Bedeutung, barocker Sandsteinbrunnen | 09220381 |
| Weitere Bilder                          | Eistor                                                                                              | Pirna (Karte)             | vor 1848 (Eisbarriere)                                                                                       | Hochwasserschutzanlage; technisches Denkmal | 09306360 |
| Direkt Bild zu diesem Denkmal hochladen | Mühle Pratzschwitz                                                                                  | Pratzschwitz (Karte)      | ab Ende 19. Jahrhundert (Mühle)                                                                              | Mühle mit großem Mühlengebäude, Verwaltungsbau, Wehranlage am Mühlgraben und daneben stehendem Bau sowie allen Einfriedungsund Grundmauern; ortsgeschichtlich und technikgeschichtlich von Bedeutung | 09229982 |
| Direkt Bild zu diesem Denkmal hochladen | Straßenbrücke über den Mühlgraben                                                                   | Pratzschwitz (Karte)      | bezeichnet 1708 (Straßenbrücke)                                                                              | baugeschichtlich und technikgeschichtlich von Bedeutung, Sandsteinbogenbrücke | 09229983 |
| Direkt Bild zu diesem Denkmal hochladen | Bahnhof Pirna-Rottwerndorf; Eisenbahnstrecke Pirna–Berggießhübel–Gottleuba                          | Rottwerndorf (Karte)      | 1960er Jahre (Stellwerk)                                                                                     | Stellwerk, zugehörig zum Bahnhof Pirna-Rottwerndorf; Nachkriegsmoderne, baugeschichtlich und verkehrsgeschichtlich von Bedeutung, Seltenheitswert | 09305682 |
| Direkt Bild zu diesem Denkmal hochladen | Schlossmühle Rottwerndorf                                                                           | Rottwerndorf (Karte)      | erste Erwähnung 1721 (Mühle); bezeichnet 1833 (Hauptbau)                                                     | Mühle, dazu zwei Nebengebäude und Gottleuba-Mühlgraben; baugeschichtlich, technikgeschichtlich und ortsbildprägend von Bedeutung, Hauptbau ein verputzter Fachwerkbau mit Reliefstein mit Bezeichnung über der Tür | 09220977 |
| Direkt Bild zu diesem Denkmal hochladen | Königlich-Sächsische Meilensteine (Sachgesamtheit)                                                  | Sonnenstein (Karte)       | 1. Hälfte 19. Jahrhundert (Meilenstein)                                                                      | Meilenstein; verkehrsgeschichtlich von Bedeutung | 09301754 |
| Direkt Bild zu diesem Denkmal hochladen | Heil- und Pflegeanstalt Pirna-Sonnenstein (Sachgesamtheit); Befestigungsanlagen Festung Sonnenstein | Sonnenstein (Karte)       | um 1670 (Festungswerk); Anf. 18. Jahrhundert (Hornwerk)                                                      | Einzeldenkmale der Sachgesamtheit Festung Sonnenstein, später Heil- und Pflegeanstalt Pirna-Sonnenstein: Befestigungsanlagen auf dem Sonnenstein (Hohes, Mittleres, Niederes Werk und Hornwerk), im Hohen Werk das Heizhaus der Heilanstalt (Haus B 16, später Strömungsmaschinenwerk Haus 30), (siehe auch Sachgesamtheitsdokument Obj. 09221045); baugeschichtlich, ortsgeschichtlich und ortsbildprägend von Bedeutung | 09221276 |
| Direkt Bild zu diesem Denkmal hochladen | Heil- und Pflegeanstalt Pirna-Sonnenstein (Sachgesamtheit); Brunnen                                 | Sonnenstein (Karte)       | Anfang 20. Jahrhundert (Brunnen)                                                                             | Einzeldenkmal der Sachgesamtheit Heil- und Pflegeanstalt Pirna-Sonnenstein: Brunnen mit Plastik (vor Haus A 4 und A 5, später Strömungsmaschinenwerk Haus 28) (siehe auch Sachgesamtheitsdokument Obj. 09221045); künstlerisch von Bedeutung | 09221228 |
| Direkt Bild zu diesem Denkmal hochladen | Heil- und Pflegeanstalt Pirna-Sonnenstein (Sachgesamtheit); Brunnen                                 | Sonnenstein (Karte)       | um 1639 (Brunnen)                                                                                            | Einzeldenkmal der Sachgesamtheit Heil- und Pflegeanstalt Pirna-Sonnenstein: Schlossbrunnen mit Schwengelpumpe (direkt vor Haus A 12, später Strömungsmaschinenwerk Haus 29) (siehe auch Sachgesamtheitsdokument Obj. 09221045); geschichtlich und technikgeschichtlich von Bedeutung, angelegt durch Johann Siegmund von Liebenau im Schwedenkrieg, später verbessert durch Freiberger Bergleute, in der Zeit der Heilanstalt technisch ausgestattet | 09301107 |
| Direkt Bild zu diesem Denkmal hochladen | Wegestein                                                                                           | Zatzschke (Karte)         | 19. Jahrhundert (Wegestein)                                                                                  | verkehrsgeschichtlich von Bedeutung | 09254328 |
| Weitere Bilder                          | Artesischer Brunnen                                                                                 | Zehista                   | 1888 (Brunnenhaus)                                                                                           | Brunnenhaus (Artesischer Brunnen); baugeschichtlich und technikgeschichtlich von Bedeutung, als Brunnen der Gräflich Rex'schen Ziegelei gebohrt | 09225149 |
|                                         | Straßenbrücke über die Seidewitz                                                                    | Zehista (Karte)           | bezeichnet 1821 (Brücke)                                                                                     | baugeschichtlich, technikgeschichtlich und verkehrsgeschichtlich von Bedeutung, Sandsteinbogenbrücke | 09220759 |
|                                         | Rittergut Zuschendorf (Sachgesamtheit)                                                              | Zuschendorf (Karte)       | 1553 (Schloss), 1680 (Gang zur Kirche), 1. Hälfte; 1730 (Park); 1813 (Kameliensammlung), 1836 (Rhododendren) | Sachgesamtheit Rittergut Zuschendorf mit folgenden Einzeldenkmalen: Kirche (siehe Am Landschloß 1, Obj. 09220761), Schlossanlage mit Wirtschaftshof, Gewächshäusern (im Park und an der Parkmauer) an sekundärem Standort mit originalem Zubehör und der Seidelschen Kamelien-, Rhododendronund Azaleensammlung (Gartendenkmal/Sammlung) (siehe Am Landschloß 2-6, Obj. 09223713) und Wohnhaus mit Nebengebäuden und Torpfeilern (siehe Liebstädter Straße 53, Obj. 09220755) sowie Gutspark (Gartendenkmal), außerdem den Sachgesamtheitsteilen: Kirchhof mit Einfriedungsmauer um die Kirche sowie die Parkmauer als südliche Einfriedung und ein Brunnentrog; ortsgeschichtliche, landesgeschichtliche, wissenschaftliche, bau- und gartenkünstlerische Bedeutung, das Schloss von einem barocken Umbau geprägt (im Kern älter), Stammschloss der ältesten Linie der Familie von Carlowitz, in den Gewächshäusern der Parkanlage bedeutende Kamelienund Azaleenzüchtungen, einzigartige Sammlung als wichtiges Zeugnis der sächsischen Gartenbau-Tradition | 09301584 |
|                                         | Zuschendorfer Schlossmühle; Mühle Morgenstern                                                       | Zuschendorf (Karte)       | erste Erwähnung 1550 (Mühle); bezeichnet 1905 (Wohnhaus)                                                     | Mühle mit Wohngebäude und zwei Mühlengebäuden (im Winkel aneinandergebaut); baugeschichtlich und ortsgeschichtlich von Bedeutung, das Wohngebäude eine Villa mit Anklängen an den Schweizerstil | 09220773 |

## Rabenau, Stadt
| Bild                                    | Bezeichnung                                          | Lage                 | Datierung                                                            | Beschreibung | ID       |
| --------------------------------------- | ---------------------------------------------------- | -------------------- | -------------------------------------------------------------------- | --- | -------- |
| Direkt Bild zu diesem Denkmal hochladen | Wegestein                                            | Karsdorf (Karte)     | 19. Jahrhundert (Wegestein)                                          | verkehrsgeschichtlich von Bedeutung | 08963607 |
| Direkt Bild zu diesem Denkmal hochladen | Wegestein                                            | Karsdorf (Karte)     | 19. Jahrhundert (Wegestein)                                          | verkehrsgeschichtlich von Bedeutung | 08963231 |
| Direkt Bild zu diesem Denkmal hochladen | Wegestein                                            | Karsdorf (Karte)     | 19. Jahrhundert (Wegestein)                                          | verkehrsgeschichtlich von Bedeutung | 08963232 |
| Direkt Bild zu diesem Denkmal hochladen | Transformatorenhäuschen                              | Karsdorf (Karte)     | um 1920 (Transformatorenstation)                                     | durch Fachwerk und Schieferdeckung der ländlichen Bauweise angeglichenes technisches Denkmal | 08963239 |
| Direkt Bild zu diesem Denkmal hochladen | Heidemühle                                           | Karsdorf (Karte)     | bezeichnet 1548 (Mühle); wohl aber 2. Hälfte 18. Jahrhundert (Mühle) | Wohnmühlenhaus und Seitengebäude sowie Wasserrad einer Mühle, heute Gasthof; stattliches Mühlenanwesen, technikhistorische und ortsgeschichtliche sowie architektonische Bedeutung | 08963234 |
| Direkt Bild zu diesem Denkmal hochladen | Weißeritztalbahn (Sachgesamtheit)                    | Lübau (Karte)        |                                                                      | Sachgesamtheitsbestandteil der Sachgesamtheit Weißeritztalbahn, Teilabschnitt Rabenau, OT Lübau ohne Einzeldenkmale, nur der Streckenverlauf (siehe auch Sachgesamtheitsliste, Gemeinde Freital, OT Hainsberg -Obj. 09301531); Sachgesamtheit mit Gleiskörper (Sachgesamtheitsteile), Technik und allen Hochbauten sowie Brücken der Weißeritztalbahn in den Gemeinden Freital (OT Hainsberg), Rabenau (OT Rabenau, Lübau, Spechtritz, Oelsa), Dippoldiswalde (OT Malter, Dippoldiswalde, Ulberndorf), Schmiedeberg (OT Obercarsdorf, Schmiedeberg, Naundorf) und Altenberg (OT Oberbärenburg, Kurort Kipsdorf), bedeutendes Denkmal der sächsischen Verkehrsgeschichte, eine der ältesten Schmalspurbahnen Deutschlands, von geschichtlichem, wissenschaftlichdokumentarischem, landschaftsgestaltendem sowie Seltenheitswert | 09304225 |
| Direkt Bild zu diesem Denkmal hochladen | Wegestein                                            | Lübau (Karte)        | 19. Jahrhundert (Wegestein)                                          | verkehrsgeschichtlich von Bedeutung | 08963332 |
| Direkt Bild zu diesem Denkmal hochladen | Wegestein                                            | Obernaundorf (Karte) | 19. Jahrhundert (Wegestein)                                          | verkehrsgeschichtlich von Bedeutung | 08963620 |
| Direkt Bild zu diesem Denkmal hochladen | Wegestein                                            | Obernaundorf (Karte) | 19. Jahrhundert (Wegestein)                                          | verkehrsgeschichtlich von Bedeutung | 08963621 |
| Direkt Bild zu diesem Denkmal hochladen | Weißeritztalbahn (Sachgesamtheit)                    | Oelsa (Karte)        |                                                                      | Sachgesamtheitsbestandteil der Sachgesamtheit Weißeritztalbahn, Teilabschnitt Dippoldiswalde, OT Seifersdorf -Rabenau, OT Oelsa, auf der Gemarkung Großoelsa (Gemeinde Rabenau, OT Oelsa) mit folgenden Einzeldenkmalen: Bahnhof Seifersdorf, bestehend aus a) Empfangsgebäude mit ehemaliger Fahrkartenausgabe, Gepäckabfertigung und Dienstraum, b) daneben Lampenstube, c) Toilettenhäuschen, d) Güterboden auf der anderen Gleisseite, sowie gemeinde- und gemarkungsübergreifend teilweise auf Gemarkung Großoelsa (Gemeinde Rabenau, OT Oelsa) und teilweise auf Gemarkung Seifersdorf (Gemeinde Dippoldiswalde, OT Seifersdorf) folgende Einzeldenkmale: Stützmauer südwestlich des Bahnhofs sowie dreibogige Brücke nördlich des Bahnhofs (siehe Einzeldenkmalliste, Rabenau, OT Oelsa -Obj. 09303661, siehe auch den dazugehörenden Teil in der Einzeldenkmalliste, Dippoldiswalde, OT Seifersdorf, -Obj. 09301534, siehe auch Sachgesamtheitsliste, Gemeinde Freital, OT Hainsberg -Obj. 09301531); Sachgesamtheit mit Gleiskörper (Sachgesamtheitsteile), Technik und allen Hochbauten sowie Brücken der Weißeritztalbahn in den Gemeinden Freital (OT Hainsberg), Rabenau (OT Rabenau, Lübau, Spechtritz, Oelsa), Dippoldiswalde (OT Malter, Dippoldiswalde, Ulberndorf), Schmiedeberg (OT Obercarsdorf, Schmiedeberg, Naundorf) und Altenberg (OT Oberbärenburg, Kurort Kipsdorf), bedeutendes Denkmal der sächsischen Verkehrsgeschichte, eine der ältesten Schmalspurbahnen Deutschlands, von geschichtlichem, wissenschaftlichdokumentarischem, landschaftsgestaltendem sowie Seltenheitswert | 09303660 |
| Direkt Bild zu diesem Denkmal hochladen | Zufahrtsbrücke über den Oelsabach zu einem Bauernhof | Oelsa (Karte)        | wahrscheinlich 19. Jahrhundert (Zufahrtsbrücke)                      | Bruchstein-Einbogenbrücke, baugeschichtlich von Bedeutung | 08963249 |
| Direkt Bild zu diesem Denkmal hochladen | Straßenbrücke über den Oelsabach                     | Oelsa (Karte)        | 19. Jahrhundert (Straßenbrücke)                                      | Bruchstein-Einbogenbrücke, baugeschichtlich von Bedeutung | 08963269 |
| Direkt Bild zu diesem Denkmal hochladen | Möbelfabrik Ernst Wolf (ehem.)                       | Oelsa (Karte)        | 1910er Jahre (Fabrikgebäude)                                         | Kontorhaus (Nr. 107) und Produktionsgebäude (Nr. 109) einer Stuhlfabrik; Putzbauten im Stil des Neoklassizismus, ortshistorische und technikgeschichtliche Bedeutung | 08963273 |
| Direkt Bild zu diesem Denkmal hochladen | Oberer Versuchsstollen                               | Rabenau (Karte)      | 14./15. Jahrhundert (Stollen)                                        | Stollen; bergbaugeschichtlich von Bedeutung | 08963606 |
| Direkt Bild zu diesem Denkmal hochladen | Weißeritztalbahn (Sachgesamtheit)                    | Rabenau (Karte)      | 1881–1883 (Eisenbahnanlage)                                          | Sachgesamtheitsbestandteil der Sachgesamtheit Weißeritztalbahn, Teilabschnitt Rabenau, OT Rabenau mit folgenden Einzeldenkmalen: zwei Naturstein-Bogenbrücken (siehe Einzeldenkmalliste OT Rabenau -Obj. 09301551), sowie mit folgenden Einzeldenkmalen gemeindeund gemarkungsübergreifend teilweise auf der Gemarkung Coßmannsdorf (Gemeinde Freital, OT Hainsberg) und teilweise auf der Gemarkung Rabenau (Gemeinde Rabenau, OT Rabenau): zwei Naturstein-Bogenbrücken (siehe Einzeldenkmalliste, OT Rabenau -Obj. 09301553, siehe auch den dazugehörenden Teil in der Gemeinde Freital, OT Hainsberg, Sachgesamtheitsliste -Obj. 09301531 und Einzeldenkmalliste, OT Hainsberg -Obj. 09304221); Sachgesamtheit mit Gleiskörper (Sachgesamtheitsteile), Technik und allen Hochbauten sowie Brücken der Weißeritztalbahn in den Gemeinden Freital (OT Hainsberg), Rabenau (OT Rabenau, Lübau, Spechtritz, Oelsa), Dippoldiswalde (OT Malter, Dippoldiswalde, Ulberndorf), Schmiedeberg (OT Obercarsdorf, Schmiedeberg, Naundorf) und Altenberg (OT Oberbärenburg, Kurort Kipsdorf), bedeutendes Denkmal der sächsischen Verkehrsgeschichte, eine der ältesten Schmalspurbahnen Deutschlands, von geschichtlichem, wissenschaftlichdokumentarischem, landschaftsgestaltendem sowie Seltenheitswert | 09301550 |
| Direkt Bild zu diesem Denkmal hochladen | Weißeritztalbahn (Sachgesamtheit)                    | Rabenau (Karte)      | 1883 (Eisenbahnbrücke)                                               | Einzeldenkmale der Sachgesamtheit Weißeritztalbahn, Teilabschnitt Rabenau, OT Rabenau: zwei Naturstein-Bogenbrücken (siehe auch Sachgesamtheitsliste, OT Rabenau -Obj. 09301550); Eisenbahnanlagenteile von geschichtlichem, wissenschaftlichdokumentarischem, landschaftsgestaltendem sowie Seltenheitswert | 09301551 |
| Direkt Bild zu diesem Denkmal hochladen | Weißeritztalbahn (Sachgesamtheit)                    | Rabenau              | 1883 (Eisenbahnbrücke)                                               | Einzeldenkmale der Sachgesamtheit Weißeritztalbahn, Teilabschnitt Freital, OT Hainsberg -Rabenau, OT Rabenau sind gemeindeund gemarkungsübergreifend teilweise auf Gemarkung Coßmannsdorf (Gemeinde Freital, OT Hainsberg) und teilweise auf Gemarkung Rabenau (Gemeinde Rabenau, OT Rabenau): zwei Naturstein-Bogenbrücken (siehe auch Sachgesamtheitsliste, Gemeinde Rabenau, OT Rabenau -Obj. 09301550, siehe auch den dazugehörigen Teil in der Einzeldenkmalliste, OT Hainsberg -Obj. 09304221); Eisenbahnanlagenteile von geschichtlichem, wissenschaftlichdokumentarischem, landschaftsgestaltendem sowie Seltenheitswert | 09301553 |
| Direkt Bild zu diesem Denkmal hochladen | Hotel und Restaurant »Rabenauer Mühle«               | Rabenau (Karte)      | 1868 und später (Gasthof)                                            | Drei Gebäude einer zum Gasthof umgebauten Mühle und ehemaliger Tanzsaal südöstlich der Bahnhofstraße und der Mühle an der Roten Weißeritz; Wohn- und Haupt-Nebengebäude im Schweizerstil (regionale Besonderheit: preußisches Fachwerk), massives ehemaliges Turbinengebäude, einzeln stehender Tanzsaal Backsteingebäude mit typischer hölzerner Giebelverzierung, altberühmtes Ausflugslokal, Denkmal von technikhistorischer, architektonischer, ortshistorischer und tourismusgeschichtlicher Relevanz | 08963276 |
| Direkt Bild zu diesem Denkmal hochladen | Kursächsische Postmeilensäulen (Sachgesamtheit)      | Rabenau (Karte)      | bezeichnet 1730 (Postdistanzsäule); 2013 (Kopie)                     | Postmeilensäule; Kopie einer Distanzsäule, verkehrsgeschichtlich von Bedeutung | 09304923 |
| Direkt Bild zu diesem Denkmal hochladen | Wasserturm                                           | Rabenau (Karte)      | 1927 (Wasserturm)                                                    | Wasserturm; Stahlbetonkonstruktion, im Stil der Neuen Sachlichkeit und mit traditionellen Gestaltungselementen, architektonisch und technisch denkmalrelevant | 08963299 |
| Direkt Bild zu diesem Denkmal hochladen | Weißeritztalbahn (Sachgesamtheit)                    | Spechtritz (Karte)   |                                                                      | Sachgesamtheitsbestandteil der Sachgesamtheit Weißeritztalbahn, Teilabschnitt Rabenau, OT Spechtritz, ohne Einzeldenkmale, nur der Streckenverlauf (siehe auch Sachgesamtheitsliste, Gemeinde Freital, OT Hainsberg -Obj. 09301531); Sachgesamtheit mit Gleiskörper (Sachgesamtheitsteil), Technik und allen Hochbauten sowie Brücken der Weißeritztalbahn in den Gemeinden Freital (OT Hainsberg), Rabenau (OT Rabenau, Lübau, Spechtritz, Oelsa), Dippoldiswalde (OT Malter, Dippoldiswalde, Ulberndorf), Schmiedeberg (OT Obercarsdorf, Schmiedeberg, Naundorf) und Altenberg (OT Oberbärenburg, Kurort Kipsdorf), bedeutendes Denkmal der sächsischen Verkehrsgeschichte, eine der ältesten Schmalspurbahnen Deutschlands, von geschichtlichem, wissenschaftlichdokumentarischem, landschaftsgestaltendem sowie Seltenheitswert | 09304222 |

## Rathen, Kurort
| Bild                                    | Bezeichnung                      | Lage    | Datierung                                 | Beschreibung | ID       |
| --------------------------------------- | -------------------------------- | ------- | ----------------------------------------- | --- | -------- |
| Direkt Bild zu diesem Denkmal hochladen | Transformatorenhäuschen          | (Karte) | um 1910 (Transformatorenstation)          | turmartiger Putzbau über Natursteinsockel, im unteren Drittel Eckquaderung, Satteldach mit Biberschwanzdeckung, baugeschichtlich und technikgeschichtlich von Bedeutung | 09304473 |
| Weitere Bilder                          | Gierseilkatamaran „Bergland“     | (Karte) | 1954 (Fähre)                              | Gierseilfähre; letzte vor der Wende gebaute und noch in Funktion befindliche Fähre Sachsens, zudem markanteste und bekannteste Gierseilfähre der Region, auch deutschlandweit herausragend, somit singulär und von besonderer technikgeschichtlicher Bedeutung, zudem ortsbildprägend                    | 09223912 |
|                                         | Wegestein                        | (Karte) | bezeichnet 1926 (Wegestein)               | Sandsteinstele mit Kugelaufsatz und Inschrift, verkehrsgeschichtlichvon Bedeutung | 09223875 |
| Weitere Bilder                          | Staumauer des Amselsees          | (Karte) | 1934 (Staudamm)                           | baugeschichtlich und technikgeschichtlich von Bedeutung | 09223880 |
| Weitere Bilder                          | Wegestein                        | (Karte) | 19. Jahrhundert (Wegestein)               | verkehrsgeschichtlich von Bedeutung | 09223879 |
| Weitere Bilder                          | Bahnhof Kurort Rathen            | (Karte) | 1905 (Empfangsgebäude); um 1800 (Brunnen) | Empfangsgebäude mit Brunnen mit Sandsteinwandung, hölzerne Bahnsteigüberdachungen und Unterführung mit überdachtem Abgang, dazu ehemaliges Schrankenwärterhaus; Empfangsgebäude vielteiliger Putzbau mit Bruchsteinsockel und Schmuckfachwerk, baugeschichtlich und eisenbahngeschichtlich von Bedeutung | 09223896 |
|                                         | Wegestein                        | (Karte) | 19. Jahrhundert (Wegestein)               | verkehrsgeschichtlich von Bedeutung | 09223125 |
| Direkt Bild zu diesem Denkmal hochladen | Eisbarriere                      | (Karte) | Ende 18. Jahrhundert (Eispreller)         | ortsgeschichtlich von Bedeutung | 09301597 |
|                                         | Amselgrundmühle; Böhmische Mühle | (Karte) | 18. Jahrhundert (Sägewerk)                | Sägewerk eines ehem. Mühlenanwesen; zwei parallel zueinander stehende hölzerne Gebäude mit Verbinder, ortsgeschichtlich und technikgeschichtlich von Bedeutung | 09223877 |

## Rathmannsdorf
| Bild                                    | Bezeichnung                                                                                   | Lage                  | Datierung                      | Beschreibung | ID       |
| --------------------------------------- | --------------------------------------------------------------------------------------------- | --------------------- | ------------------------------ | --- | -------- |
| Direkt Bild zu diesem Denkmal hochladen | Eisenbahnstrecke Bad Schandau–Sebnitz–Neustadt i. Sa. (Sachgesamtheit)                        | Rathmannsdorf (Karte) | 1877 (Eisenbahnbrücke)         | Einzeldenkmal der Sachgesamtheit Eisenbahnstrecke Bad Schandau–Sebnitz–Neustadt i. Sa.: Sandsteinquader-Bogenbrücke (Rundbogen) über die Sebnitz, mit Stützmauern (siehe Sachgesamtheitsliste -Obj. 09302093); baugeschichtlich, eisenbahngeschichtlich und technikgeschichtlich von Bedeutung | 09221406 |
| Direkt Bild zu diesem Denkmal hochladen | Eisenbahnstrecke Bad Schandau–Sebnitz–Neustadt i. Sa. (Sachgesamtheit)                        | Rathmannsdorf (Karte) | 1870er Jahre (Eisenbahnbrücke) | Einzeldenkmal der Sachgesamtheit Eisenbahnstrecke Bad Schandau–Sebnitz–Neustadt i. Sa.: Eisenbahnbrücke (siehe Sachgesamtheitsliste -Obj. 09302093); baugeschichtlich, eisenbahngeschichtlich und technikgeschichtlich von Bedeutung                                                           | 09221361 |
| Direkt Bild zu diesem Denkmal hochladen | Wegestein                                                                                     | Rathmannsdorf (Karte) | bezeichnet 1833 (Wegestein)    | verkehrsgeschichtlich von Bedeutung | 09224821 |
| Direkt Bild zu diesem Denkmal hochladen | Leierbrunnen                                                                                  | Rathmannsdorf (Karte) | 19. Jahrhundert (Brunnen)      | abgedeckter Brunnenschacht, darüber hölzerne Ziehvorrichtung mit Trog, sozialgeschichtlich von Bedeutung | 09224513 |
| Direkt Bild zu diesem Denkmal hochladen | Eisenbahnstrecke Bad Schandau–Sebnitz–Neustadt i. Sa. (Sachgesamtheit); Mühlhorntunnel        | Rathmannsdorf (Karte) | 1876 (Eisenbahntunnel)         | Einzeldenkmal der Sachgesamtheit Eisenbahnstrecke Bad Schandau–Sebnitz–Neustadt i. Sa.: Eisenbahntunnel (siehe Sachgesamtheitsliste -Obj. 09302093); baugeschichtlich, eisenbahngeschichtlich und technikgeschichtlich von Bedeutung                                                           | 09224230 |
| Direkt Bild zu diesem Denkmal hochladen | Eisenbahnstrecke Bad Schandau–Sebnitz–Neustadt i. Sa. (Sachgesamtheit)                        | Rathmannsdorf (Karte) | 1870er Jahre (Eisenbahnbrücke) | Einzeldenkmal der Sachgesamtheit Eisenbahnstrecke Bad Schandau–Sebnitz–Neustadt i. Sa.: Eisenbahnbrücke über den Lachsbach (siehe Sachgesamtheitsliste -Obj. 09302093); baugeschichtlich, eisenbahngeschichtlich und technikgeschichtlich von Bedeutung                                        | 09224229 |
| Direkt Bild zu diesem Denkmal hochladen | Wegestein                                                                                     | Rathmannsdorf (Karte) | bezeichnet 1833 (Wegestein)    | verkehrsgeschichtlich von Bedeutung | 09222431 |
| Direkt Bild zu diesem Denkmal hochladen | Eisenbahnstrecke Bad Schandau–Sebnitz–Neustadt i. Sa. (Sachgesamtheit); Elbbrücke             | Wendischfähre (Karte) | 1877 (Eisenbahnbrücke)         | Einzeldenkmale der Sachgesamtheit Eisenbahnstrecke Bad Schandau–Sebnitz–Neustadt i. Sa.: vier Brückenpfeiler (siehe Sachgesamtheitsliste -Obj. 09302095); baugeschichtlich, eisenbahngeschichtlich und technikgeschichtlich von Bedeutung                                                      | 09221384 |
| Weitere Bilder                          | Eisenbahnstrecke Bad Schandau–Sebnitz–Neustadt i. Sa. (Sachgesamtheit); Bahnhof Rathmannsdorf | Wendischfähre (Karte) | um 1900 (Empfangsgebäude)      | Einzeldenkmale der Sachgesamtheit Eisenbahnstrecke Bad Schandau–Sebnitz–Neustadt i. Sa.: Empfangsgebäude, Inselbahnsteig und Nebengebäude (siehe Sachgesamtheitsliste -Obj. 09302095); baugeschichtlich, eisenbahngeschichtlich und technikgeschichtlich von Bedeutung                         | 09224218 |

## Reinhardtsdorf-Schöna
| Bild                                    | Bezeichnung | Lage                   | Datierung | Beschreibung | ID       |
| --------------------------------------- | --- | ---------------------- | --- | --- | -------- |
| Direkt Bild zu diesem Denkmal hochladen | Rölligmühle | Kleingießhübel (Karte) | 2. Hälfte 18. Jahrhundert (altes Mühlengebäude); bezeichnet 1904 (neues Mühlengebäude); um 1800 (Müllerwohnhaus); um 1904 (Gasthaus) | Ehemaliges Mühlenanwesen; mit altem Mühlengebäude über winkligem Grundriss, nördlichem Wohn- und Wirtschaftsgebäude, westlichem neuen Mühlengebäude und südlichem hölzernen Gaststättengebäude sowie Radkammer mit Wasserrad zwischen altem und neuem Mühlengebäude; baugeschichtlich, ortsgeschichtlich und technikgeschichtlich von Bedeutung         | 09223667 |
| Direkt Bild zu diesem Denkmal hochladen | Sachgesamtheit Königlich-Sächsische Triangulierung (»Europäische Gradmessung im Königreich Sachsen«); Station 55 Zschirnstein | Reinhardtsdorf (Karte) | bezeichnet 1865 (Triangulationssäule)                                                                                                | Triangulationssäule; Station der Königlich-Sächsischen Triangulation, Netz 2. Ordnung, wissenschaftlich und technikgeschichtlich von Bedeutung | 09302462 |
| Direkt Bild zu diesem Denkmal hochladen | Hirschmühle | Reinhardtsdorf (Karte) | 3. Viertel 19. Jahrhundert (Müllerwohnhaus)                                                                                          | Wohnhaus und Maschinenhaus der ehemaligen Mühle; Wohnhaus zweigeschossiger Putzbau mit Fassadengliederung, schmiedeeiserner Balkon, baugeschichtlich und ortsgeschichtlich von Bedeutung | 09223632 |
| Direkt Bild zu diesem Denkmal hochladen | Brunnen | Reinhardtsdorf (Karte) | wahrscheinlich vor 1800 (Brunnen) | sozialgeschichtlich und wirtschaftsgeschichtlich von Bedeutung | 09221721 |
| Direkt Bild zu diesem Denkmal hochladen | Buschmühle | Reinhardtsdorf (Karte) | 2. Hälfte 19. Jahrhundert (Mühle) | Mühlengebäude, südliche Scheune und Mühlrad; Mühlengebäude Obergeschoss Fachwerk verbrettert, baugeschichtlich, ortsgeschichtlich und technikgeschichtlich von Bedeutung | 09223584 |
| Direkt Bild zu diesem Denkmal hochladen | Bodechtelbruch | Schöna (Karte)         | 19./20. Jahrhundert (Steinbruch) | Steinbruch, Schmiede, darin die Feuerstelle und die Sockel von Amboss und Wasserstein sowie je eine Rampe zur Eisenbahn und zur Elbe; letzter erhaltener Bestandteil der Teichsteinbrüche, Unterführung unter der Bahn aus regelmäßigen Sandsteinquadern, Wege der Lorenbahnen und Windenberg, ortsgeschichtlich und technikgeschichtlich von Bedeutung | 09225532 |
| Direkt Bild zu diesem Denkmal hochladen | Brücke über den Mühlgrundbach                                                                                                 | Schöna (Karte)         | 1930er Jahre (Brücke) | Sandsteinbogen, baugeschichtlich und technikgeschichtlich von Bedeutung | 09223633 |

## Rosenthal-Bielatal
| Bild                                    | Bezeichnung                                                                          | Lage              | Datierung                                                                   | Beschreibung | ID       |
| --------------------------------------- | ------------------------------------------------------------------------------------ | ----------------- | --------------------------------------------------------------------------- | --- | -------- |
| Direkt Bild zu diesem Denkmal hochladen | Wegestein                                                                            | Bielatal (Karte)  | 1886 (Wegestein)                                                            | verkehrsgeschichtlich von Bedeutung | 09226919 |
| Direkt Bild zu diesem Denkmal hochladen | Wegestein                                                                            | Bielatal (Karte)  | 19. Jahrhundert (Wegestein)                                                 | verkehrsgeschichtlich von Bedeutung | 09300263 |
| Direkt Bild zu diesem Denkmal hochladen | Transformatorenturm                                                                  | Bielatal (Karte)  | um 1910 (Transformatorenstation)                                            | turmartiger Putzbau über Sockel mit Satteldach, baugeschichtlich und technikgeschichtlich von Bedeutung | 09300227 |
| Direkt Bild zu diesem Denkmal hochladen | Wegestein                                                                            | Bielatal (Karte)  | 19. Jahrhundert (Wegestein)                                                 | verkehrsgeschichtlich von Bedeutung | 09304626 |
| Direkt Bild zu diesem Denkmal hochladen | Königlich-Sächsische Meilensteine (Sachgesamtheit)                                   | Bielatal (Karte)  | 19. Jahrhundert (Meilenstein)                                               | Meilenstein; profilierter Sandsteinblock mit Entfernungsangaben, wohl Halbmeilenstein, verkehrshistorisch von Bedeutung | 09222357 |
| Direkt Bild zu diesem Denkmal hochladen | Wegestein                                                                            | Bielatal (Karte)  | 19. Jahrhundert (Wegestein)                                                 | verkehrsgeschichtlich von Bedeutung | 09226922 |
| Direkt Bild zu diesem Denkmal hochladen | Wegestein                                                                            | Bielatal (Karte)  | 19. Jahrhundert (Wegestein)                                                 | verkehrsgeschichtlich von Bedeutung | 09226916 |
| Direkt Bild zu diesem Denkmal hochladen | Bogenbrücke über die Biela, unterbachseitig mit Überfallwehr/Schützenwehr            | Bielatal (Karte)  | bezeichnet 1898 (Straßenbrücke)                                             | baugeschichtlich und technikgeschichtlich von Bedeutung | 09224459 |
| Direkt Bild zu diesem Denkmal hochladen | Brennofen zur Eisengussherstellung                                                   | Bielatal (Karte)  | bezeichnet 1700 (Brennofen)                                                 | erneuert, Zeugnis der Produktionstechnik des Hammerhüttenwesens, produktionsgeschichtlich und technikgeschichtlich von Bedeutung | 09224468 |
| Direkt Bild zu diesem Denkmal hochladen | Wegestein                                                                            | Bielatal (Karte)  | 19. Jahrhundert (Wegestein)                                                 | verkehrsgeschichtlich von Bedeutung | 09226918 |
| Direkt Bild zu diesem Denkmal hochladen | Wegestein                                                                            | Bielatal (Karte)  | 19. Jahrhundert (Wegestein)                                                 | verkehrsgeschichtlich von Bedeutung | 09300225 |
| Direkt Bild zu diesem Denkmal hochladen | Mühle Bielatal                                                                       | Bielatal (Karte)  | 2. Hälfte 19. Jahrhundert (Mühlentechnik)                                   | Mühlentechnik einer ehem. Mühle; später Holzspundfabrik, technikgeschichtlich von Bedeutung | 09224456 |
| Direkt Bild zu diesem Denkmal hochladen | Wohnhaus, Mühlgraben mit Schütz und zwei Sägegatter eines Mühlenanwesens             | Bielatal (Karte)  | vor 1900 (Müllerwohnhaus)                                                   | Wohnhaus mit Einflüssen des Schweizerstils, baugeschichtlich und technikgeschichtlich von Bedeutung | 09224458 |
| Direkt Bild zu diesem Denkmal hochladen | Wohnhaus (Nr. 32) und winkliges Mühlgebäude (Nr. 31) eines ehemaligen Mühlenanwesens | Bielatal (Karte)  | bezeichnet 1922 (Müllerwohnhaus); um 1850 (Mühle)                           | Wohnhaus Putzbau mit Sandsteinsockel, mit Altan und Balkon, Mühlengebäude Putzbau mit Sandsteingewänden, östlicher Gebäudeteil verbrettert, baugeschichtlich und ortsgeschichtlich von Bedeutung | 09224448 |
| Direkt Bild zu diesem Denkmal hochladen | Flößerbrücke                                                                         | Rosenthal (Karte) | 19. Jahrhundert (Brücke)                                                    | Bogenbrücke über den Fuchsbach; Brücke aus bogenförmig aneinander gereihten Sandsteinquadern, die ohne Mörtel halten, baugeschichtlich und technikgeschichtlich von Bedeutung | 09224923 |
| Direkt Bild zu diesem Denkmal hochladen | Wegestein                                                                            | Rosenthal (Karte) | 19. Jahrhundert (Wegestein)                                                 | verkehrsgeschichtlich von Bedeutung | 09224427 |
| Direkt Bild zu diesem Denkmal hochladen | Wegestein                                                                            | Rosenthal (Karte) | 19. Jahrhundert (Wegestein)                                                 | verkehrsgeschichtlich von Bedeutung | 09300264 |
| Direkt Bild zu diesem Denkmal hochladen | Sandstein-Bogenbrücke über den Cunnersdorfer Bach                                    | Rosenthal (Karte) | 19. Jahrhundert (Straßenbrücke)                                             | baugeschichtlich und verkehrsgeschichtlich von Bedeutung | 09300231 |
| Direkt Bild zu diesem Denkmal hochladen | Wegestein                                                                            | Rosenthal (Karte) | bezeichnet 1833 (Wegestein)                                                 | verkehrsgeschichtlich von Bedeutung | 09223087 |
| Direkt Bild zu diesem Denkmal hochladen | Ottomühle                                                                            | Rosenthal (Karte) | um 1910 (Wohnhaus); Mitte 19. Jahrhundert (Wohnstallhaus)                   | Wohnhaus mit Gaststätte, Wohnstallhaus, darunter befindlicher Mühlgraben und Mühlkanal östlich vom Wohnhaus; Wohnstallhaus Obergeschoss Fachwerk verputzt, Wohnhaus im Heimatstil, baugeschichtlich, ortsgeschichtlich und technikgeschichtlich von Bedeutung | 09223458 |
| Direkt Bild zu diesem Denkmal hochladen | Wormsmühle                                                                           | Rosenthal (Karte) | um 1800 (Mühle)                                                             | Ehemaliges Mühlengebäude; jetzt Wohnhaus, Obergeschoss Fachwerk verbrettert, baugeschichtlich und ortsgeschichtlich von Bedeutung | 09223459 |
| Direkt Bild zu diesem Denkmal hochladen | Ehem. Kaltwasseranstalt Schweizermühle (Sachgesamtheit)                              | Rosenthal (Karte) | 1888/1889 (Badehaus); 1826 (Syrenengrund); Ende 19. Jahrhundert (bei Nr. 7) | Sachgesamtheit Ehem. Kaltwasseranstalt Schweizermühle mit folgenden Einzeldenkmalen: kleine neugotische Kapelle (Nr. 5), Villa Hahnewald (Nr. 6) mit östlichem Teich, Gasthaus »Zum Felsenkeller« (Nr. 7) mit Einfriedung und östlichem Eiskeller, Post-Villa (Nr. 8), sog. Biedermeierhaus (als Kurhaus gebaut, Nr. 15), Uferbefestigung der Biela sowie Kriegerdenkmal 1870/71 und 1914/18 im »Gedächtnishain« östlich oberhalb des Tales (siehe Einzeldenkmalliste -Obj. 09223462), dazu geschnittene Baumreihen und Solitärbaum südlich von Nr. 9/9a, Terrassierung und Hausbaum bei Nr. 13 sowie östlich oberhalb des Tales »Rosengarten« und »Gedächtnishain« (Gartendenkmale) sowie mit folgenden Sachgesamtheitsteilen: Teich mit Insel südlich von Nr. 5, Stallgebäude mit Remise an der Straße bei Nr. 7 sowie Gartenhaus zu Nr. 7, Badehaus (Nr. 10) mit südlichem Turbinenhaus und Mühlgraben mit Einfassung, Reste der Einfriedungen bei Nr. 5, südlich von Nr. 6, bei Nr. 15 und im Bereich Sophienquelle; Anlage von großem historischen und exemplarischen Wert | 09300247 |

## Sebnitz, Stadt
| Bild                                    | Bezeichnung | Lage                    | Datierung                                                                                    | Beschreibung | ID       |
| --------------------------------------- | --- | ----------------------- | -------------------------------------------------------------------------------------------- | --- | -------- |
|                                         | Sandsteinbrüstung an der Kirnitzsch | Altendorf (Karte)       |                                                                                              | Bestandteil der historischen Uferbefestigung, verkehrshistorische Relevanz | 09251504 |
|                                         | Eisenbahnstrecke Bad Schandau–Sebnitz–Neustadt i. Sa. (Sachgesamtheit)                                                                 | Altendorf (Karte)       |                                                                                              | Einzeldenkmale der Sachgesamtheit Eisenbahnstrecke Bad Schandau–Sebnitz–Neustadt i. Sa.: Bahnwärterhaus mit Nebengebäude (siehe auch Sachgesamtheitsdokument obj. 09302087); baugeschichtlich und eisenbahngeschichtlich von Bedeutung | 09279040 |
|                                         | Eisenbahnstrecke Bad Schandau–Sebnitz–Neustadt i. Sa. (Sachgesamtheit)                                                                 | Altendorf (Karte)       | um 1880 (Eisenbahn)                                                                          | Sachgesamtheitsbestandteil der Sachgesamtheit Eisenbahnstrecke Bad Schandau–Sebnitz–Neustadt i. Sa. mit folgenden Einzeldenkmalen: Bahnwärterhaus mit Nebengebäude (siehe obj. 09279040) sowie die Trasse als Sachgesamtheitsteil; eisenbahngeschichtlich von Bedeutung | 09302087 |
| Weitere Bilder                          | Zwei Wegesteine | Altendorf (Karte)       | 19. Jahrhundert (Wegestein)                                                                  | verkehrsgeschichtlich von Bedeutung | 09254515 |
| Direkt Bild zu diesem Denkmal hochladen | Ziegelei (ehem.) | Altendorf (Karte)       | 19. Jahrhundert (Ziegelei)                                                                   | Schornstein und Ringofen einer ehemaligen Ziegelei; technikgeschichtlich und ortsgeschichtlich von Bedeutung | 09254643 |
|                                         | Eisenbahnstrecke Bad Schandau–Sebnitz–Neustadt i. Sa. (Sachgesamtheit)                                                                 | Hainersdorf (Karte)     | 1877 (Wegeunterführung)                                                                      | Einzeldenkmal der Sachgesamtheit Eisenbahnstrecke Bad Schandau–Sebnitz–Neustadt i. Sa.: Sandstein-Bogenbrücke (siehe auch Sachgesamtheitsdokument obj. 09302096); baugeschichtlich, eisenbahngeschichtlich und technikgeschichtlich von Bedeutung | 09299905 |
| Direkt Bild zu diesem Denkmal hochladen | Eisenbahnstrecke Bad Schandau–Sebnitz–Neustadt i. Sa. (Sachgesamtheit)                                                                 | Hainersdorf (Karte)     | 1870–1879 (Eisenbahnbrücke)                                                                  | Einzeldenkmal der Sachgesamtheit Eisenbahnstrecke Bad Schandau–Sebnitz–Neustadt i. Sa.: Reste einer Bogenbrücke (siehe auch Sachgesamtheitsdokument obj. 09302096); baugeschichtlich, eisenbahngeschichtlich und technikgeschichtlich von Bedeutung | 09299906 |
|                                         | Eisenbahnstrecke Bad Schandau–Sebnitz–Neustadt i. Sa. (Sachgesamtheit)                                                                 | Hainersdorf (Karte)     | 1877 (Wegeunterführung)                                                                      | Einzeldenkmal der Sachgesamtheit Eisenbahnstrecke Bad Schandau–Sebnitz–Neustadt i. Sa.: Eisenbahnunterführung (siehe auch Sachgesamtheitsdokument obj. 09302096); baugeschichtlich, eisenbahngeschichtlich und technikgeschichtlich von Bedeutung | 09299907 |
|                                         | Eisenbahnstrecke Bad Schandau–Sebnitz–Neustadt i. Sa. (Sachgesamtheit)                                                                 | Hainersdorf (Karte)     | 1875 (Eisenbahntunnel)                                                                       | Einzeldenkmal der Sachgesamtheit Eisenbahnstrecke Bad Schandau–Sebnitz–Neustadt i. Sa.: Eisenbahntunnel (siehe auch Sachgesamtheitsdokument obj. 09302096); baugeschichtlich, eisenbahngeschichtlich und technikgeschichtlich von Bedeutung | 09299899 |
|                                         | Eisenbahnstrecke Bad Schandau–Sebnitz–Neustadt i. Sa. (Sachgesamtheit)                                                                 | Hainersdorf (Karte)     | 1875 (Eisenbahntunnel)                                                                       | Einzeldenkmal der Sachgesamtheit Eisenbahnstrecke Bad Schandau–Sebnitz–Neustadt i. Sa.: Eisenbahntunnel (siehe auch Sachgesamtheitsdokument obj. 09302096); baugeschichtlich, eisenbahngeschichtlich und technikgeschichtlich von Bedeutung | 09299903 |
|                                         | Eisenbahnstrecke Bad Schandau–Sebnitz–Neustadt i. Sa. (Sachgesamtheit)                                                                 | Hainersdorf (Karte)     | vor 1900 (Bahnwärterhaus); vor 1900 (Nebengebäude)                                           | Einzeldenkmale der Sachgesamtheit Eisenbahnstrecke Bad Schandau–Sebnitz–Neustadt i. Sa.: Bahnwärterhaus Nr. 36a mit Nebengebäude (siehe auch Sachgesamtheitsdokument obj. 09302096); baugeschichtlich, eisenbahngeschichtlich und technikgeschichtlich von Bedeutung | 09299904 |
|                                         | Eisenbahnstrecke Bad Schandau–Sebnitz–Neustadt i. Sa. (Sachgesamtheit)                                                                 | Hainersdorf (Karte)     | vor 1900 (Bahnwärterhaus); vor 1900 (Nebengebäude)                                           | Einzeldenkmale der Sachgesamtheit Eisenbahnstrecke Bad Schandau–Sebnitz–Neustadt i. Sa.: Bahnwärterhaus mit Nebengebäude (siehe auch Sachgesamtheitsdokument obj. 09302096); baugeschichtlich, eisenbahngeschichtlich und technikgeschichtlich von Bedeutung | 09299902 |
| Direkt Bild zu diesem Denkmal hochladen | Wasserhaus (Pumpstation) | Hertigswalde (Karte)    | nach 1900 (Pumpenhaus)                                                                       | technisches Denkmal | 09305806 |
| Direkt Bild zu diesem Denkmal hochladen | Transformatorenhäuschen | Hertigswalde (Karte)    | um 1920 (Transformatorenstation)                                                             | technikgeschichtlich von Bedeutung | 09299778 |
| Weitere Bilder                          | Wegestein | Hertigswalde (Karte)    | 19. Jahrhundert (Wegestein)                                                                  | verkehrsgeschichtlich von Bedeutung | 09276823 |
|                                         | Wegestein | Hinterhermsdorf (Karte) | 19. Jahrhundert (Wegestein)                                                                  | verkehrsgeschichtlich von Bedeutung | 09254487 |
|                                         | Niedere Schleuse | Hinterhermsdorf         | 18. bis 20. Jahrhundert (Schleuse)                                                           | Staumauer und Anlage der Schleuse; technikgeschichtlich von Bedeutung | 09254321 |
|                                         | Obere Schleuse | Hinterhermsdorf (Karte) | 1930er Jahre (Schleuse)                                                                      | Staumauer und Anlage der Schleuse inklusive des sog. »Rindenhäuschens«; technikgeschichtlich von Bedeutung | 09254320 |
| Weitere Bilder                          | Niedermühle | Hinterhermsdorf (Karte) | nach 1857 Grundmauern vom Vorgängerbau (Mühle)                                               | Müllerwohnhaus und drei Nebengebäude (Fachwerk) sowie Wasserbau eines Mühlenanwesens; ortsgeschichtlich bedeutendes Ensemble | 09254492 |
| Weitere Bilder                          | Wegestein | Hinterhermsdorf (Karte) | 19. Jahrhundert (Wegestein)                                                                  | verkehrsgeschichtlich von Bedeutung | 09254427 |
| Weitere Bilder                          | Wegestein | Lichtenhain (Karte)     | 19. Jahrhundert (Wegestein)                                                                  | verkehrsgeschichtlich von Bedeutung | 09254558 |
|                                         | Eisenbahnstrecke Bad Schandau–Sebnitz–Neustadt i. Sa. (Sachgesamtheit)                                                                 | Lichtenhain (Karte)     |                                                                                              | Einzeldenkmale der Sachgesamtheit Eisenbahnstrecke Bad Schandau–Sebnitz–Neustadt i. Sa.: Bahnwärterhaus mit Nebengebäude (siehe auch Sachgesamtheitsdokument obj. 09302088); baugeschichtlich und eisenbahngeschichtlich von Bedeutung | 09279047 |
| Direkt Bild zu diesem Denkmal hochladen | Wegestein | Lichtenhain (Karte)     | 19. Jahrhundert (Wegestein)                                                                  | verkehrsgeschichtlich von Bedeutung | 09254641 |
|                                         | Eisenbahnstrecke Bad Schandau–Sebnitz–Neustadt i. Sa. (Sachgesamtheit)                                                                 | Lichtenhain (Karte)     | um 1880 (Eisenbahn)                                                                          | Sachgesamtheitsbestandteil der Sachgesamtheit Eisenbahnstrecke Bad Schandau–Sebnitz–Neustadt i. Sa. mit folgenden Einzeldenkmalen: Bahnwärterhaus mit Nebengebäude (siehe obj. 09279047) sowie die Trasse als Sachgesamtheitsteil; eisenbahngeschichtlich von Bedeutung | 09302088 |
| Direkt Bild zu diesem Denkmal hochladen | Sandsteinbogenbrücke, Zeugnis der Tourismusgeschichte                                                                                  | Lichtenhain (Karte)     | bezeichnet 1858 (Brücke)                                                                     | Sandsteinbogenbrücke, Zeugnis der Tourismusgeschichte | 09303266 |
| Weitere Bilder                          | Wegestein | Lichtenhain (Karte)     | 19. Jahrhundert (Wegestein)                                                                  | verkehrsgeschichtlich von Bedeutung | 09254649 |
| Direkt Bild zu diesem Denkmal hochladen | Wehranlage oberhalb der Lichtenhainer Mühle                                                                                            | Lichtenhain (Karte)     |                                                                                              | Wehranlage oberhalb der Lichtenhainer Mühle | 09300674 |
| Direkt Bild zu diesem Denkmal hochladen | Alte Schleifmühle | Lichtenhain (Karte)     |                                                                                              | Ehemaliges Wohnmühlenhaus, mit Resten des Mühlgrabens; bau- und ortsgeschichtliche Bedeutung | 09254660 |
| Direkt Bild zu diesem Denkmal hochladen | Königlich-Sächsische Meilensteine (Sachgesamtheit)                                                                                     | Lichtenhain (Karte)     | 2. Hälfte 19. Jahrhundert (Meilenstein)                                                      | Meilenstein; verkehrshistorisch von Bedeutung | 09254536 |
| Weitere Bilder                          | Lichtenhainer Wasserfall | Lichtenhain (Karte)     | bezeichnet 1852 (Gasthaus)                                                                   | Gasthof, gegenüberliegende Gaststube sowie 5 m hohe Sandsteinstufe und künstlicher Wasserstau (Lichtenhainer Wasserfall); bau- und tourismusgeschichtlich von Interesse | 09254535 |
|                                         | Sputhmühle | Mittelndorf             | 1882 (Mühle)                                                                                 | Ruinen der früheren Sputhmühle mit Resten der wassertechnischen Anlage (Radkammer mit sehr alter Turbine); geschichtlich bedeutender Mühlenstandort | 09254338 |
|                                         | Eisenbahnstrecke Bad Schandau–Sebnitz–Neustadt i. Sa. (Sachgesamtheit)                                                                 | Mittelndorf (Karte)     | um 1880 (Eisenbahn)                                                                          | Sachgesamtheitsbestandteil der Sachgesamtheit Eisenbahnstrecke Bad Schandau–Sebnitz–Neustadt i. Sa. mit der Trasse als Sachgesamtheitsteil (siehe auch Sachgesamtheitsdokument obj. 09302087); eisenbahngeschichtlich von Bedeutung | 09303472 |
| Direkt Bild zu diesem Denkmal hochladen | Wegestein | Mittelndorf (Karte)     | 19. Jahrhundert (Wegestein)                                                                  | verkehrsgeschichtlich von Bedeutung | 09254533 |
| Direkt Bild zu diesem Denkmal hochladen | Wegestein | Mittelndorf (Karte)     | 19. Jahrhundert (Wegestein)                                                                  | verkehrsgeschichtlich von Bedeutung | 09254524 |
| Weitere Bilder                          | Sachgesamtheit Königlich-Sächsische Triangulierung ("Europäische Gradmessung im Königreich Sachsen"); Station 54 Raumberg              | Ottendorf               | bezeichnet 1865 (Triangulationssäule)                                                        | Triangulationssäule; Station 2. Ordnung, vermessungsgeschichtlich und technikgeschichtlich von Bedeutung | 09305035 |
| Direkt Bild zu diesem Denkmal hochladen | Wegestein | Ottendorf               | 19. Jahrhundert (Wegestein)                                                                  | verkehrsgeschichtlich von Bedeutung | 09252020 |
| Direkt Bild zu diesem Denkmal hochladen | Wegestein | Ottendorf (Karte)       | 19. Jahrhundert (Wegestein)                                                                  | verkehrsgeschichtlich von Bedeutung | 09254634 |
| Weitere Bilder                          | Buschmühle | Ottendorf (Karte)       | um 1800 (Mühle); um 1910 (Anlage älter); 1780 (Müllerwohnhaus); 1911 (Wehr); 1948 (Speicher) | Wohnmühlenhaus (Umgebinde), Speicher, mühlenund wassertechnische Anlage; Zeugnis der Getreideund Holzverarbeitung sowie Denkmal der Fremdenverkehrsgeschichte in der Sächsischen Schweiz, technikgeschichtlich und regionalgeschichtlich von Bedeutung | 09254635 |
| Weitere Bilder                          | Neumannmühle | Ottendorf (Karte)       | 18./19. Jahrhundert (Mühle); 1869/1870 (Mühlentechnik)                                       | Mühlengebäude mit Anbau, Mühlgraben sowie wasser- und holzschlifftechnischer Anlage; frühe, weitgehend original erhaltene Holzschliffund Sägemühle, die nach dem Kellerschen Holzschliffverfahren arbeitete, ortsgeschichtlich und technikgeschichtlich von Bedeutung, Seltenheitswert | 09254537 |
| Direkt Bild zu diesem Denkmal hochladen | Gnauckmühle | Saupsdorf (Karte)       | um 1890 (Wohnhaus)                                                                           | Wohnhaus (ehemaliges Wohnmühlenhaus) der Gnauckmühle, dazu flachbogige Brücke aus Sandsteinkuben, dahinter liegend Radkammer; technisches Denkmal | 09254618 |
| Direkt Bild zu diesem Denkmal hochladen | Wegestein | Saupsdorf (Karte)       |                                                                                              | verkehrsgeschichtlich von Bedeutung | 09254626 |
| Direkt Bild zu diesem Denkmal hochladen | Eisenbahnstrecke Bad Schandau–Sebnitz–Neustadt i. Sa. (Sachgesamtheit)                                                                 | Schönbach (Karte)       | ca. 1877 (Eisenbahnbrücke)                                                                   | Einzeldenkmal der Sachgesamtheit Eisenbahnstrecke Bad Schandau–Sebnitz–Neustadt i. Sa.: Haustein-Bogenbrücke (siehe auch Sachgesamtheitsdokument obj. 09279061); baugeschichtlich, eisenbahngeschichtlich und technikgeschichtlich von Bedeutung | 09299895 |
|                                         | Eisenbahnstrecke Bad Schandau–Sebnitz–Neustadt i. Sa. (Sachgesamtheit)                                                                 | Schönbach (Karte)       | 1877 (Wegeunterführung)                                                                      | Einzeldenkmal der Sachgesamtheit Eisenbahnstrecke Bad Schandau–Sebnitz–Neustadt i. Sa.: Naturstein-Unterführung (siehe auch Sachgesamtheitsdokument obj. 09279061); baugeschichtlich, eisenbahngeschichtlich und technikgeschichtlich von Bedeutung | 09299896 |
|                                         | Eisenbahnstrecke Bad Schandau–Sebnitz–Neustadt i. Sa. (Sachgesamtheit)                                                                 | Schönbach (Karte)       | ca. 1877 (Eisenbahnbrücke)                                                                   | Einzeldenkmal der Sachgesamtheit Eisenbahnstrecke Bad Schandau–Sebnitz–Neustadt i. Sa.: Eisenbahnbrücke (siehe auch Sachgesamtheitsdokument obj. 09279061); baugeschichtlich, eisenbahngeschichtlich und technikgeschichtlich von Bedeutung | 09299897 |
| Direkt Bild zu diesem Denkmal hochladen | Eisenbahnstrecke Bad Schandau–Sebnitz–Neustadt i. Sa. (Sachgesamtheit)                                                                 | Schönbach (Karte)       | 1877 (Wegeunterführung)                                                                      | Einzeldenkmal der Sachgesamtheit Eisenbahnstrecke Bad Schandau–Sebnitz–Neustadt i. Sa.: Unterführung (siehe auch Sachgesamtheitsdokument obj. 09279061); baugeschichtlich, eisenbahngeschichtlich und technikgeschichtlich von Bedeutung | 09299898 |
|                                         | Eisenbahnstrecke Bad Schandau–Sebnitz–Neustadt i. Sa. (Sachgesamtheit)                                                                 | Schönbach (Karte)       | vor 1900 (Bahnwärterhaus); vor 1900 (Nebengebäude)                                           | Einzeldenkmale der Sachgesamtheit Eisenbahnstrecke Bad Schandau–Sebnitz–Neustadt i. Sa.: Bahnwärterhaus mit Nebengebäude (siehe auch Sachgesamtheitsdokument obj. 09279061); baugeschichtlich, eisenbahngeschichtlich und technikgeschichtlich von Bedeutung | 09299914 |
|                                         | Eisenbahnstrecke Bad Schandau–Sebnitz–Neustadt i. Sa. (Sachgesamtheit)                                                                 | Sebnitz (Karte)         | 1870er Jahre (Eisenbahntunnel)                                                               | Einzeldenkmal der Sachgesamtheit Eisenbahnstrecke Bad Schandau–Sebnitz–Neustadt i. Sa.: Eisenbahntunnel (siehe auch Sachgesamtheitsdokument obj. 09302098); baugeschichtlich, eisenbahngeschichtlich und technikgeschichtlich von Bedeutung | 09299908 |
|                                         | Eisenbahnstrecke Bad Schandau–Sebnitz–Neustadt i. Sa. (Sachgesamtheit)                                                                 | Sebnitz (Karte)         | 1870er Jahre (Wegeunterführung)                                                              | Einzeldenkmal der Sachgesamtheit Eisenbahnstrecke Bad Schandau–Sebnitz–Neustadt i. Sa.: Eisenbahnunterführung (siehe auch Sachgesamtheitsdokument obj. 09302098); baugeschichtlich, eisenbahngeschichtlich und technikgeschichtlich von Bedeutung | 09299910 |
|                                         | Eisenbahnstrecke Bad Schandau–Sebnitz–Neustadt i. Sa. (Sachgesamtheit)                                                                 | Sebnitz (Karte)         | 2. H. 19. Jahrhundert (Wasserversorgungsund Abwasseranlage)                                  | Einzeldenkmal der Sachgesamtheit Eisenbahnstrecke Bad Schandau–Sebnitz–Neustadt i. Sa.: Wassereinzugsanlage für das Wasserwerk des Bahnhofes Sebnitz, technische Rarität (siehe auch Sachgesamtheitsdokument obj. 09302098); eisenbahngeschichtlich und technikgeschichtlich von Bedeutung | 09299912 |
|                                         | Eisenbahnstrecke Bad Schandau–Sebnitz–Neustadt i. Sa. (Sachgesamtheit)                                                                 | Sebnitz (Karte)         | 1877 (Wegeüberführung)                                                                       | Einzeldenkmal der Sachgesamtheit Eisenbahnstrecke Bad Schandau–Sebnitz–Neustadt i. Sa.: Eisenbahnüberführung (siehe auch Sachgesamtheitsdokument obj. 09302098); baugeschichtlich, eisenbahngeschichtlich und technikgeschichtlich von Bedeutung | 09299909 |
| Weitere Bilder                          | Eisenbahnstrecke Bad Schandau–Sebnitz–Neustadt i. Sa. (Sachgesamtheit); Bahnhof Sebnitz                                                | Sebnitz (Karte)         | um 1880 (Empfangsgebäude)                                                                    | Einzeldenkmale der Sachgesamtheit Eisenbahnstrecke Bad Schandau–Sebnitz–Neustadt i. Sa.: Empfangsgebäude im Schweizer Stil mit Anbauten, einstielige Bahnsteigüberdachung des Hauptbahnsteiges, Wasserstation mit Wasserkran und zwei Stellwerken (B1 und W2) im Ost- und Westendteil der Bahnanlage sowie weitere Technik: Flügelsignalanlage, Vorsignal, Säulenspannwerk (siehe auch Sachgesamtheitsdokument obj. 09302098); baugeschichtlich, eisenbahngeschichtlich und technikgeschichtlich von Bedeutung | 09299901 |
|                                         | Umspannwerk | Sebnitz (Karte)         | 1930er Jahre (Umspannwerk)                                                                   | technikgeschichtlich und ortsgeschichtlich von Bedeutung | 09276838 |
| Direkt Bild zu diesem Denkmal hochladen | Hauptgebäude als Wohnstallhaus mit zugesetztem Stalleingang, Papiertrockenschuppen und Funktionsgebäude (möglicherweise Mühlengebäude) | Sebnitz (Karte)         | um 1870 (Wohnhaus)                                                                           | baugeschichtlich von Bedeutung | 09276840 |
|                                         | Kunstblumenfabrik Mey | Sebnitz (Karte)         | 1885 (Fabrikanlagenteil); 1920 unterer Neubau (Fabrikanlagenteil); 1885 (Schornstein)        | Ehemalige Kunstblumenfabrik mit Schornstein (Technisches Denkmal); achteckiger Klinkerschornstein auf Sockel mit gegliedertem Kopf, ortsbildprägend und ortsgeschichtlich von Bedeutung | 09276643 |
|                                         | Steinmühle (ehem.) | Sebnitz (Karte)         | bezeichnet 1901 (Wohnhaus)                                                                   | Frei stehendes Wohnhaus mit integriertem Pferdestall, ehemaligem Mühlgraben und gegenüberliegendem Mühlengebäude sowie Verbindungsgebäude und Radkammer (Sandsteinquadergewölbe), weiterhin Überfallwehr und Reste des schmiedeeisernen Geländers zur Sebnitz; baugeschichtlich und technikgeschichtlich von Bedeutung | 09276655 |
|                                         | Hinterhaus mit historischer Schlosserei                                                                                                | Sebnitz (Karte)         | ab 1891 (Nebengebäude)                                                                       | bau- und technikgeschichtlich von Bedeutung | 09226925 |
| Direkt Bild zu diesem Denkmal hochladen | Mühlgraben und Wehr der ehemaligen Schleifmühle                                                                                        | Sebnitz (Karte)         |                                                                                              | technikgeschichtlich von Bedeutung | 09276345 |
| Weitere Bilder                          | Kursächsische Postmeilensäulen (Sachgesamtheit)                                                                                        | Sebnitz (Karte)         | um 1725, Kopie (Postdistanzsäule)                                                            | Postmeilensäule; Kopie der Distanzsäule, verkehrsgeschichtlich von Bedeutung | 09304926 |
| Weitere Bilder                          | Niedermühle | Sebnitz (Karte)         | Kern 16. Jahrhundert (Mühle); 1547 urkundlich belegt (Mühle)                                 | Frei stehendes Wohnmühlengebäude (Obergeschoss Fachwerk, mit Radstuben); baugeschichtlich, ortsgeschichtlich und technikgeschichtlich von Bedeutung | 09276621 |
|                                         | Eisenbahnstrecke Bad Schandau–Sebnitz–Neustadt i. Sa. (Sachgesamtheit)                                                                 | Sebnitz (Karte)         | vor 1900 (Bahnwärterhaus)                                                                    | Einzeldenkmal der Sachgesamtheit Eisenbahnstrecke Bad Schandau–Sebnitz–Neustadt i. Sa.: Bahnwärterhaus Nr. 34a (siehe auch Sachgesamtheitsdokument obj. 09302098); baugeschichtlich, eisenbahngeschichtlich und technikgeschichtlich von Bedeutung | 09299913 |
| Direkt Bild zu diesem Denkmal hochladen | Hoffmannsche Lampenfabrik (ehem.) | Sebnitz (Karte)         | um 1850 (Fabrikanlagenteil)                                                                  | Fabrikgebäude (ehemals Petroleum-Lampenfabrik); ortsgeschichtlich von Bedeutung | 09276624 |
|                                         | Eisenbahnstrecke Bad Schandau–Sebnitz–Neustadt i. Sa. (Sachgesamtheit)                                                                 | Sebnitz (Karte)         | um 1880 (Wegeüberführung)                                                                    | Einzeldenkmale der Sachgesamtheit Eisenbahnstrecke Bad Schandau–Sebnitz–Neustadt i. Sa.: Eisenbahnüberführung über die Heilige Leite sowie Vorsignal (siehe auch Sachgesamtheitsdokument obj. 09302098); baugeschichtlich, eisenbahngeschichtlich und technikgeschichtlich von Bedeutung | 09299900 |
| Weitere Bilder                          | Bruchstein-Bogenbrücke | Sebnitz (Karte)         | bezeichnet 1798 (Brücke)                                                                     | verkehrsgeschichtlich von Bedeutung | 09299777 |

## Stadt Wehlen, Stadt
| Bild                                    | Bezeichnung                                              | Lage                 | Datierung | Beschreibung | ID       |
| --------------------------------------- | -------------------------------------------------------- | -------------------- | --- | --- | -------- |
| Direkt Bild zu diesem Denkmal hochladen | Sandsteinbruchanlagen Wehlen-Zeichen (Sachgesamtheit)    | Dorf Wehlen (Karte)  | Ende 19. Jahrhundert (Ruine Steinbruchgebäude); bezeichnet 1856 (Schienen Bremsberg Schreckenbach); 1896 (Bremsberg Schreckenbach); 19. Jahrhundert (Gebäude alte Steinsäge); 16.–20. Jahrhundert (Sandsteinbrüche) | Sachgesamtheitsbestandteil der Sachgesamtheit Sandsteinbruchanlagen Wehlen-Zeichen: Gebäude (Wohnhäuser, Alte Steinsäge, Schmieden, Sprengmittelbunker), Nummernsteine, Rutschen, Bremsberge, Bergbaugeräte, Schuttbrücke, Sandsteinprodukte (Walzen, Mühlsteine, Schleifsteine) sowie Treppen in den Ortsteilen Stadt Wehlen, Dorf Wehlen und Zeichen, davon gehören zum Teilabschnitt Dorf Wehlen: Steinbruchszugangstreppe, Bremsberg Schreckenbach, drei Schleifsteine, Gebäude der Alten Steinsäge und Wohnhaus, Sammlung technischer Geräte des Sandsteinabbaus, Halde, Schutzmauer, Reste einer Feldbahnanlage, Ruinen einer Schmiede, einer Kantine und eines Bruchmeistergebäudes, Gerätesammlung, Bremsbahn »Hankebruch« und Reste von zwei Loren, Sprengmittelbunker und Nummernsteine 39/40, 37, Schüttbrücke, Bremsberg, Ruine eines Steinbruchgebäudes (ehemaliges Atelier des Malers Pol Cassel), sogenannte »Versunkene Stadt« mit vielen Mühlund Schleifsteinen und ein Bremsberg mit fester Trasse; Zeugnis des Sandsteinabbaues von besonderer geschichtlicher und landschaftsprägender Bedeutung (siehe auch Sachgesamtheitsdokument -Obj. 09301922 mit dem Teilabschnitt Stadt Wehlen und Sachgesamtheitsbestandteildokument des Ortsteiles Zeichen -Obj. 09301924) | 09301923 |
| Direkt Bild zu diesem Denkmal hochladen | Gedenkstein                                              | Dorf Wehlen (Karte)  | 1815 (Gedenkstein) | zur Erinnerung an das Opfer eines Blitzschlags, ortsgeschichtlich von Bedeutung | 09304426 |
| Direkt Bild zu diesem Denkmal hochladen | Wegestein                                                | Dorf Wehlen (Karte)  | bezeichnet 1833 (Wegestein) | verkehrsgeschichtlich von Bedeutung | 09304208 |
| Direkt Bild zu diesem Denkmal hochladen | Wegestein                                                | Dorf Wehlen (Karte)  | bezeichnet 1836 (Wegestein) | verkehrsgeschichtlich von Bedeutung | 09304292 |
| Direkt Bild zu diesem Denkmal hochladen | Historische Feldbahn Dresden; Feldbahnmuseum Herrenleite | Dorf Wehlen (Karte)  | 2. Hälfte 19. Jahrhundert und 1. Hälfte 20. Jahrhundert (Museum) | Gebäude, Schienen, Wagen und Lokomotiven von Feldbahnen; Feldbahnen mit leichten, flexibel verlegbaren Gleisanlagen kamen besonders in Ziegeleien, Sandgruben und Steinbrüchen zum Einsatz, Fahrzeuge stammen vornehmlich aus dem sächsischen Raum, Baujahre der Loks zwischen 1914 und 1985, technikgeschichtlich von Bedeutung | 09259475 |
| Direkt Bild zu diesem Denkmal hochladen | Kriegerdenkmal für die Gefallenen des Ersten Weltkrieges | Dorf Wehlen (Karte)  | nach 1918 (Kriegerdenkmal) | ortsgeschichtlich von Bedeutung | 09304293 |
| Direkt Bild zu diesem Denkmal hochladen | Wegestein                                                | Dorf Wehlen (Karte)  | 19. Jahrhundert (Wegestein) | verkehrsgeschichtlich von Bedeutung | 08967691 |
| Weitere Bilder                          | Bahnhof Stadt Wehlen                                     | Pötzscha (Karte)     | 1928 (Empfangsgebäude) | Bahnhofsgebäude sowie Bahnsteigüberdachung; vierteiliges Bahnhofsgebäude, Einfluss klassischer Moderne, baugeschichtlich und ortsgeschichtlich von Bedeutung | 08967692 |
| Direkt Bild zu diesem Denkmal hochladen | Sandsteinbruchanlagen Wehlen-Zeichen (Sachgesamtheit)    | Stadt Wehlen (Karte) | 16.–20. Jahrhundert (Sandsteinbrüche); 19. Jahrhundert (Nummernstein Nr. 48); bezeichnet 1840 (Tafel »Traugott Fritsche«); bezeichnet 1933 (Stein am Wilkebach, Instandsetzungsdatum)                               | Sachgesamtheit Sandsteinbruchanlagen Wehlen-Zeichen: Gebäude (Wohnhäuser, Alte Steinsäge, Schmieden, Sprengmittelbunker), Nummernsteine, Rutschen, Bremsberge, Bergbaugeräte, Schuttbrücke, Sandsteinprodukte (Walzen, Mühlsteine, Schleifsteine) sowie Verbindungsund Wartungstreppen, Verbindungspfade zwischen den Steinbrüchen / Hochwasserwege in den Ortsteilen Stadt Wehlen, Dorf Wehlen und Zeichen, davon gehören zum Teilabschnitt Stadt Wehlen: Nummernstein 48, Winde, historische Bruchwand mit weiterer Nummer 48, Verbauung, Reste einer Schmiede, Rutsche (Lehmbahn), Nummernstein 618, Nummernstein »44, 45« und Gedenkstein in der Mauer am Wilkebach; Zeugnisse des Elbsandsteinabbaues von besonderer geschichtlicher und landschaftsprägender Bedeutung (siehe auch Sachgesamtheitsbestandteilobjekte der Ortsteile Dorf Wehlen -Obj. 09301923 und Zeichen -Obj. 09301924) | 09301922 |
| Direkt Bild zu diesem Denkmal hochladen | Brücke über den Uttewalder Grundbach                     | Stadt Wehlen (Karte) | 19. Jahrhundert (Brücke) | Bruchstein-Bogenbrücke zum Basteiweg, baugeschichtlich und straßenbildprägend von Bedeutung | 08967693 |
| Direkt Bild zu diesem Denkmal hochladen | Brücke über den Uttewalder Grundbach                     | Stadt Wehlen (Karte) | 19. Jahrhundert (Brücke) | Bruchstein-Bogenbrücke zum Markt, baugeschichtlich und straßenbildprägend von Bedeutung | 08967694 |
| Direkt Bild zu diesem Denkmal hochladen | Eisbarriere                                              | Stadt Wehlen (Karte) | 19. Jahrhundert (Eispreller) | technisches Denkmal, ortsgeschichtlich von Bedeutung | 08967695 |
| Direkt Bild zu diesem Denkmal hochladen | Sandsteinbruchanlagen Wehlen-Zeichen (Sachgesamtheit)    | Zeichen              | 16.–20. Jahrhundert (Sandsteinbrüche) | Sachgesamtheitsbestandteil der Sachgesamtheit Sandsteinbruchanlagen Wehlen-Zeichen: Gebäude (Wohnhäuser, Alte Steinsäge, Schmieden, Sprengmittelbunker), Nummernsteine, Rutschen, Bremsberge, Bergbaugeräte, Schuttbrücke, Sandsteinprodukte (Walzen, Mühlsteine, Schleifsteine) sowie Treppen in den Ortsteilen Stadt Wehlen, Dorf Wehlen und Zeichen, davon gehören zum Teilabschnitt Zeichen: Bremsbahn »Hankebruch« (im unteren Teil untertunnelt), Sprengmittelbunker, Ruine eines Steinbruchgebäudes mit Steinbruch-Nr. 35, Gruppe von Mühlund Schleifsteinen sowie Walzen, ehemalige Schmiede, daneben Sprengmittelbunker, ehemalige Rutsche, Steinbrechergebäude, Bremsbahn des Bruches 29, Nummernstein 29, 31, 33, 34, 41/42 und 41, Sprengmittelkammer, sogenannte »Himmelsleiter« (Treppe); Zeugnis des Sandsteinabbaues von besonderer geschichtlicher und landschaftsprägender Bedeutung (siehe auch Sachgesamtheitsdokument mit dem Teilabschnitt Stadt Wehlen -Obj. 09301922 und Sachgesamtheitsbestandteildokument des Ortsteiles Dorf Wehlen -Obj. 09301923) | 09301924 |

## Stolpen, Stadt
| Bild                                    | Bezeichnung | Lage                          | Datierung                                                                         | Beschreibung | ID       |
| --------------------------------------- | --- | ----------------------------- | --------------------------------------------------------------------------------- | --- | -------- |
| Direkt Bild zu diesem Denkmal hochladen | Wegestein | Heeselicht                    | um 1850 (Wegestein)                                                               | verkehrsgeschichtlich von Bedeutung | 09289912 |
| Direkt Bild zu diesem Denkmal hochladen | Bogenbrücke mit Geländer | Heeselicht (Karte)            | bezeichnet 1857 (Brücke)                                                          | Sandstein, baugeschichtlich und technikgeschichtlich von Bedeutung | 09254046 |
| Direkt Bild zu diesem Denkmal hochladen | Heeselichtmühle | Heeselicht (Karte)            | 1853 (Mühle)                                                                      | Heeselichtmühle mit Wohnhaus (Obergeschoss Fachwerk, aufgebrettert) und ehemaligem kleinen Mühlengebäude (Obergeschoss Fachwerk, verbrettert) mit kleinem Vorbau; Gebäudekomplex von bau- und ortsgeschichtlicher Bedeutung | 09289909 |
| Direkt Bild zu diesem Denkmal hochladen | Wohnstallhaus (Obergeschoss Fachwerk, wahrscheinlich ehem. Mühle) mit massivem Anbau                                         | Helmsdorf (Karte)             | um 1800 (Wohnstallhaus)                                                           | u. a. baugeschichtliche Bedeutung | 09289825 |
| Direkt Bild zu diesem Denkmal hochladen | Brücke (dreibogig) | Helmsdorf (Karte)             | um 1880 (Straßenbrücke)                                                           | Sandstein, über die Wesenitz; wichtiger Bestandteil des Ortsbildes und Dokument der Verkehrsgeschichte | 09289835 |
| Direkt Bild zu diesem Denkmal hochladen | Wegestein | Helmsdorf                     | vermutlich Mitte 19. Jahrhundert (Wegestein)                                      | verkehrsgeschichtlich von Bedeutung | 09289836 |
| Direkt Bild zu diesem Denkmal hochladen | Vorwerk Helmsdorf (Sachgesamtheit)                                                                                           | Helmsdorf (Karte)             | im Kern 1597 (Vorwerk)                                                            | Sachgesamtheit Vorwerk Helmsdorf mit folgenden Einzeldenkmalen: Herrenhaus (Nr. 2/4), südliches Wirtschaftsgebäude (Nr. 6/8) und Wasserpumpstation (Technisches Denkmal) (siehe Einzeldenkmalliste -Obj. 09289827), Wohnstallhaus (ohne Hausnummer, im Gutspark, siehe Einzeldenkmalliste -Obj. 09289827), dazu Gutspark und Allee (Gartendenkmale), sowie das nördliche Wirtschaftsgebäude (Nr. 10) und Teile des ehemaligen Baumgartens im Norden als Sachgesamtheitsteile; wichtig für das Ortsbild und die Ortsgeschichte | 09303375 |
| Direkt Bild zu diesem Denkmal hochladen | Ziegelei-Ringofen mit Schornstein                                                                                            | Helmsdorf (Karte)             | 1895 (Ziegelbrennofen)                                                            | Dokument u. a. mit Bedeutung für die Produktionsgeschichte und Ortsgeschichte | 09289823 |
| Direkt Bild zu diesem Denkmal hochladen | Sachgesamtheit Königlich-Sächsische Triangulierung ("Europäische Gradmessung im Königreich Sachsen"); Station 52 Grossenberg | Langenwolmsdorf               | bezeichnet 1865 (Triangulationssäule)                                             | Triangulationssäule; Station 2. Ordnung, vermessungsgeschichtlich und technikgeschichtlich von Bedeutung | 09305034 |
| Direkt Bild zu diesem Denkmal hochladen | Bruchstein-Bogenbrücke | Langenwolmsdorf (Karte)       | 19. Jahrhundert (Straßenbrücke)                                                   | baugeschichtlich von Bedeutung | 09303297 |
| Direkt Bild zu diesem Denkmal hochladen | Eisenbahnunterführung | Langenwolmsdorf (Karte)       | 19. Jahrhundert (Wegeunterführung)                                                | baugeschichtlich von Bedeutung | 09303294 |
| Direkt Bild zu diesem Denkmal hochladen | Wegestein | Langenwolmsdorf (Karte)       | 19. Jahrhundert (Wegestein)                                                       | verkehrsgeschichtlich von Bedeutung | 09289762 |
| Direkt Bild zu diesem Denkmal hochladen | Transformatorenhäuschen | Langenwolmsdorf (Karte)       | um 1910 (Transformatorenstation)                                                  | technikgeschichtliche Bedeutung | 09303296 |
| Direkt Bild zu diesem Denkmal hochladen | Kirchmühle | Langenwolmsdorf (Karte)       | bezeichnet 1827 (Mühle)                                                           | Wohnstallhaus (ehemalige Kirchmühle), rückseitig Fachwerk; bezeichnet 1827 (Emblem mit zwei Löwen über der Tür); technik- und ortsgeschichtliche Relevanz, ortsbildprägend | 09289769 |
| Direkt Bild zu diesem Denkmal hochladen | Viadukt Langenwolmsdorf; Eisenbahnstrecke Neustadt -Dürrröhrsdorf                                                            | Langenwolmsdorf (Karte)       | 1880 (Eisenbahnbrücke)                                                            | Eisenbahnbrücke; Sechsbogige Granitbrücke, von Interesse für die Verkehrsgeschichte | 09289818 |
| Direkt Bild zu diesem Denkmal hochladen | Stadtmühle (ehem.); Jockelmühle                                                                                              | Rennersdorf-Neudörfel (Karte) | um 1850 (Hauptgebäude); bezeichnet 1839 (Eiskeller); bezeichnet 1911/1921 (Säule) | Hauptgebäude längs der Straße (um 1850) mit Mühlenanlagen (Mühlgraben, Wehr); Eiskeller auf der anderen Straßenseite und Sandsteinsäule mit Reliefs zur Pappenherstellung; ortsgeschichtliche und wirtschaftsgeschichtliche Bedeutung und architekturhistorisch interessantes Zeugnis | 09289869 |
| Direkt Bild zu diesem Denkmal hochladen | Wegestein | Rennersdorf-Neudörfel (Karte) | bezeichnet 1860 (Wegestein)                                                       | verkehrsgeschichtlich von Bedeutung | 09254376 |
| Direkt Bild zu diesem Denkmal hochladen | Hofe-Mühle (ehem.) | Rennersdorf-Neudörfel (Karte) | bezeichnet 1744 (Wohnhaus); bezeichnet 1851 (Scheune)                             | Wohnhaus und Scheune eines Mühlenanwesens; wissenschaftlichdokumentarische Bedeutung | 09289872 |
| Direkt Bild zu diesem Denkmal hochladen | Einbogige Sandsteinbrücke in der Nähe der Mühle                                                                              | Rennersdorf-Neudörfel (Karte) | 19. Jahrhundert (Straßenbrücke)                                                   | ortsbildprägend | 09303769 |
| Direkt Bild zu diesem Denkmal hochladen | Brettmühle | Rennersdorf-Neudörfel (Karte) | 2. Hälfte 19. Jahrhundert (Mühle)                                                 | Großer Mühlenbau (massiv): Mühlengebäude mit Steinsockel, Obergeschoss Fachwerk, verbrettert; in Verlängerung Holzanbau; ortsgeschichtliche Bedeutung | 09289866 |
| Direkt Bild zu diesem Denkmal hochladen | Einbogige Sandsteinbrücke in der Nähe der Mühle                                                                              | Rennersdorf-Neudörfel (Karte) | 19. Jahrhundert (Straßenbrücke)                                                   | ortsbildprägend | 09289870 |
| Direkt Bild zu diesem Denkmal hochladen | Granitbrücke über den Letschbach                                                                                             | Stolpen (Karte)               | 19. Jahrhundert (Straßenbrücke)                                                   | mit einigen Sandsteinblöcken, ohne Gewölbe, verkehrsgeschichtlich von Bedeutung | 09275880 |
| Direkt Bild zu diesem Denkmal hochladen | Kursächsische Postmeilensäulen (Sachgesamtheit)                                                                              | Stolpen (Karte)               | bezeichnet 1728 (Postdistanzsäule); 1996 (Kopie)                                  | Postmeilensäule; Kopie einer Distanzsäule, verkehrsgeschichtlich von Bedeutung | 09304927 |
| Direkt Bild zu diesem Denkmal hochladen | Kalksumpf | Stolpen (Karte)               | 18. Jahrhundert (Kalksumpf)                                                       | Aus Feldstein gemauertes Geviert zum Einsumpfen von Kalk; technikgeschichtlich von Bedeutung | 09275895 |
| Direkt Bild zu diesem Denkmal hochladen | Neumühle | Stolpen (Karte)               | 17./18. Jahrhundert (Wohnstallhaus)                                               | Wohnstallhaus mit Scheunenanbau im Winkel; baugeschichtlich und ortsgeschichtlich von Bedeutung | 09275863 |
| Direkt Bild zu diesem Denkmal hochladen | Wegestein | Stolpen (Karte)               | 2. Hälfte 19. Jahrhundert (Wegestein)                                             | verkehrsgeschichtlich von Bedeutung | 09275877 |
| Direkt Bild zu diesem Denkmal hochladen | Getreidemühle Stolpen | Stolpen (Karte)               | 2. Hälfte 19. Jahrhundert (Getreidemühle); bezeichnet 1927 (Mühlengebäude)        | Wassermühle mit Mühlengebäude, Seitengebäude und Mühlgraben; Seitengebäude Obergeschoss Fachwerk, Mühlgraben mit Befestigung aus Sandsteinquadern, ortsgeschichtlich und wirtschaftsgeschichtlich von Bedeutung | 09275873 |
| Direkt Bild zu diesem Denkmal hochladen | Wesenitzbrücke; Brücke an der Schäferei                                                                                      | Stolpen (Karte)               | 1743 (Straßenbrücke)                                                              | Zweibogige Sandsteinbrücke; verkehrsgeschichtlich und technikgeschichtlich von Bedeutung | 09275864 |

## Struppen
| Bild                                    | Bezeichnung                                                              | Lage               | Datierung                                                                                     | Beschreibung | ID       |
| --------------------------------------- | ------------------------------------------------------------------------ | ------------------ | --------------------------------------------------------------------------------------------- | --- | -------- |
| Direkt Bild zu diesem Denkmal hochladen | Wegestein                                                                | Ebenheit           | 19. Jahrhundert (Wegestein)                                                                   | verkehrsgeschichtlich von Bedeutung | 09224522 |
| Direkt Bild zu diesem Denkmal hochladen | Wegestein                                                                | Naundorf           | 19. Jahrhundert (Wegestein)                                                                   | verkehrsgeschichtlich von Bedeutung | 09304597 |
| Direkt Bild zu diesem Denkmal hochladen | Wohnstallhaus und Scheune eines Bauernhofes, in der Scheune Wäschemangel | Naundorf (Karte)   | bezeichnet 1793 (Wohnstallhaus); 2. H. 19. Jahrhundert (Scheune); 1920er Jahre (Wäschemangel) | Wohnstallhaus Obergeschoss Fachwerk verbrettert, Korbbogentür im Schlussstein bezeichnet, baugeschichtlich von Bedeutung                                                                                         | 09224268 |
| Direkt Bild zu diesem Denkmal hochladen | Obere Pehnamühle                                                         | Thürmsdorf (Karte) | bezeichnet 1818, verändert (Mühle)                                                            | Wohnhaus und angebautes Nebengebäude einer ehemaligen Sägemühle, dazu Straßenpflasterung; lang gestrecktes Wohnhaus Obergeschoss Fachwerk, Korbbogentür bez, baugeschichtlich undortsgeschichtlich von Bedeutung | 09224696 |
| Direkt Bild zu diesem Denkmal hochladen | Rahmmühle; Niedere Pehnamühle                                            | Thürmsdorf         | 1900–1940 (Mühlentechnik); ca. 1900 (Quetsche); ca. 1935 (Walzenstuhl); 1911 (Turbine)        | Mühlentechnische Anlage der Rahmmühle; als funktionstüchtige und noch in Betrieb befindliche Anlage singulär im Gebiet, technikgeschichtlich von Bedeutung                                                       | 09223924 |
| Direkt Bild zu diesem Denkmal hochladen | Bogenbrücke über den Waldbach am Vogelstein                              | Thürmsdorf (Karte) | bezeichnet 1856 (Straßenbrücke)                                                               | technisches Denkmal, verkehrsgeschichtlich von Bedeutung | 09304067 |

## Tharandt, Stadt
| Bild                                    | Bezeichnung | Lage                   | Datierung | Beschreibung | ID       |
| --------------------------------------- | --- | ---------------------- | --- | --- | -------- |
| Direkt Bild zu diesem Denkmal hochladen | Wegestein | Fördergersdorf (Karte) | bezeichnet 1847 (Wegestein) | verkehrsgeschichtlich von Bedeutung | 09278349 |
| Direkt Bild zu diesem Denkmal hochladen | Trägerwechselstein | Fördergersdorf (Karte) | 1780 (Wegestein) | verkehrsgeschichtliche Bedeutung | 09278409 |
| Direkt Bild zu diesem Denkmal hochladen | Zweipfennigbrücke | Grillenburg (Karte)    | 20. Jahrhundert (Brücke) | Bruchstein-Bogenbrücke | 09278374 |
| Direkt Bild zu diesem Denkmal hochladen | Floß-Kunstgraben | Grillenburg (Karte)    | wahrscheinlich 16. Jahrhundert (Bergbau-Wasseranlage) | Floß-Kunstgraben | 09278419 |
| Direkt Bild zu diesem Denkmal hochladen | Wegestein | Grillenburg (Karte)    | 19. Jahrhundert (Wegestein) | verkehrsgeschichtlich von Bedeutung | 09278391 |
| Direkt Bild zu diesem Denkmal hochladen | Wegestein | Grillenburg (Karte)    | 19. Jahrhundert (Wegestein) | verkehrsgeschichtlich von Bedeutung | 09278385 |
| Direkt Bild zu diesem Denkmal hochladen | Neue Brücke | Grillenburg (Karte)    | ca. 1897 (Straßenbrücke) | Bruchstein-Bogenbrücke | 09278384 |
| Direkt Bild zu diesem Denkmal hochladen | Wegestein | Grillenburg (Karte)    | 19. Jahrhundert (Wegestein) | verkehrsgeschichtlich von Bedeutung | 09278378 |
| Direkt Bild zu diesem Denkmal hochladen | Wegestein | Grillenburg (Karte)    | 19. Jahrhundert (Wegestein) | verkehrsgeschichtlich von Bedeutung | 09278377 |
| Direkt Bild zu diesem Denkmal hochladen | Seerenteich | Grillenburg (Karte)    | 1828 (Wasserelement) | Historischer Flößerteich | 09278371 |
| Direkt Bild zu diesem Denkmal hochladen | Wegestein | Grillenburg (Karte)    | 19. Jahrhundert (Wegestein) | verkehrsgeschichtlich von Bedeutung | 09278375 |
| Direkt Bild zu diesem Denkmal hochladen | Wegestein | Grillenburg (Karte)    | 19. Jahrhundert (Wegestein) | verkehrsgeschichtlich von Bedeutung | 09278422 |
| Direkt Bild zu diesem Denkmal hochladen | Bruchstein-Bogenbrücke | Grillenburg (Karte)    | bezeichnet 1914 (Brücke) | Bruchstein-Bogenbrücke | 09278369 |
| Direkt Bild zu diesem Denkmal hochladen | Neumannsbrückchen | Grillenburg (Karte)    | bezeichnet 1909 (Brücke) | Bruchstein-Bogenbrücke | 09278368 |
| Direkt Bild zu diesem Denkmal hochladen | Bruchstein-Bogenbrücke | Grillenburg (Karte)    | 19. Jahrhundert (Brücke) | Bruchstein-Bogenbrücke | 09278376 |
| Direkt Bild zu diesem Denkmal hochladen | Wegestein | Grillenburg (Karte)    | 1883 (Wegestein) | verkehrsgeschichtlich von Bedeutung | 09278319 |
| Direkt Bild zu diesem Denkmal hochladen | Wegestein | Grillenburg (Karte)    | 19. Jahrhundert (Wegestein) | verkehrsgeschichtlich von Bedeutung | 09278392 |
| Direkt Bild zu diesem Denkmal hochladen | Sachgesamtheit Königlich-Sächsische Triangulierung ("Europäische Gradmessung im Königreich Sachsen"); Station 77 Opitzhöhe | Großopitz (Karte)      | bezeichnet 1869 (Triangulationssäule) | Triangulationssäule; Station der Königlich-Sächsischen Triangulation, Netz 2. Ordnung, wissenschaftlich und technikgeschichtlich von Bedeutung | 08963582 |
| Direkt Bild zu diesem Denkmal hochladen | Wegestein | Großopitz (Karte)      | bezeichnet 1878 (Wegestein) | verkehrsgeschichtlich von Bedeutung | 08963581 |
| Direkt Bild zu diesem Denkmal hochladen | Wegestein | Kurort Hartha (Karte)  | 19. Jahrhundert (Wegestein) | verkehrsgeschichtlich von Bedeutung | 09278324 |
| Direkt Bild zu diesem Denkmal hochladen | Teichständerstein | Kurort Hartha (Karte)  | bezeichnet 1843 (Wasserelement) | Teichständerstein | 09278326 |
| Direkt Bild zu diesem Denkmal hochladen | Spritzenhaus mit intakter Spritze                                                                                          | Pohrsdorf (Karte)      | bezeichnet 1835 (Spritzenhaus); 1885 (Spritze) | technikhistorische, sozialhistorische und ortshistorische Relevanz | 09278317 |
| Direkt Bild zu diesem Denkmal hochladen | Kursächsische Postmeilensäulen (Sachgesamtheit)                                                                            | Tharandt               | bezeichnet 1730 (Postdistanzsäule); 1964 -Erste Kopie (Postdistanzsäule); 2006 -Zweite Kopie (Postdistanzsäule)                                                                     | Postmeilensäule; Kopie einer Distanzsäule, verkehrsgeschichtlich von Bedeutung | 09304978 |
| Direkt Bild zu diesem Denkmal hochladen | Königlich-Sächsische Meilensteine (Sachgesamtheit)                                                                         | Tharandt (Karte)       | 19. Jahrhundert (Meilenstein) | Meilenstein; verkehrsgeschichtlich von Bedeutung | 09303966 |
| Weitere Bilder                          | Bahnhof Tharandt | Tharandt (Karte)       | 1909 (Personenbahnhof) | Bahnhof Tharandt: Empfangsgebäude, Nebengebäude, Unterführungsüberdachung, überdachter Inselbahnsteig, Abtritt, Geräteschuppen, Güterboden 100 m östlich sowie 300 m östlich Stellwerk; Anlage von großem verkehrsgeschichtlichen und architektonischen Wert                                                                                       | 08963526 |
| Direkt Bild zu diesem Denkmal hochladen | Segen-Gottes-Stolln | Tharandt (Karte)       | 1858 (Bergbauanlagenteil) | Mundloch des ehemaligen Segen-Gottes-Stolln einschließlich der noch vorhandenen Anlagen; original erhaltenes Sachzeugnis des früheren Silberbergbaus im Gebiet | 08963737 |
| Direkt Bild zu diesem Denkmal hochladen | Wasserkraftwerk 4 | Tharandt (Karte)       | 1924–1926 (Wasserwerk) | Wasserkraftwerk mit Triebwasserstollen und vorhandener Technik; bau- und technikgeschichtliche Bedeutung | 08963567 |
| Direkt Bild zu diesem Denkmal hochladen | Glückliche-Gesellschaft-Erbstolln                                                                                          | Tharandt (Karte)       | 1787 (Bergbauanlagenteil) | Mundloch des ehemaligen Glückliche-Gesellschaft-Erbstolln; historisches Zeugnis des Silberbergbaus | 08963736 |
| Direkt Bild zu diesem Denkmal hochladen | Königlich-Sächsische Meilensteine (Sachgesamtheit)                                                                         | Tharandt (Karte)       | 2. Hälfte 19. Jahrhundert (Meilenstein) | Meilenstein; mit Entfernungsangaben, verkehrsgeschichtlich von Bedeutung | 09303971 |
| Direkt Bild zu diesem Denkmal hochladen | Tharandter Commun-Stolln                                                                                                   | Tharandt (Karte)       | 1705 (Bergbauanlagenteil) | Mundloch des ehemaligen Tharandter Communstollens einschließlich der noch vorhandenen untertägigen Anlagen; original erhaltenes Sachzeugnis des früheren Silberbergbaus im Gebiet | 08963655 |
| Direkt Bild zu diesem Denkmal hochladen | Marmorund Kalkwerk Tharandt (ehem.)                                                                                        | Tharandt (Karte)       | 1. Hälfte 19. Jahrhundert (Kalkofen); vmtl. 1. Hälfte 19. Jahrhundert (Tagestrecke)                                                                                                 | Unterbau eines Kalkofens und Tagesstrecke zum ehem. Maschinenschacht/Paulschacht; in Sachsen einmaliges Zeugnis eines zum Gasgenerator-Schachtofen umgebauten Kalkschachtofens, von großer technikgeschichtlicher und industriegeschichtlicher Bedeutung, Tagestrecke als Zeugnis des untertägigen Kalkabbaus von bergbaugeschichtlicher Bedeutung | 09304903 |
| Direkt Bild zu diesem Denkmal hochladen | Klippermühle | Tharandt (Karte)       | bezeichnet 1628, über Tür (Mühle); bezeichnet 1883, Erneuerung (Mühle); 2. Hälfte 19. Jahrhundert (Gasthaus); bezeichnet 1909 (Mühlstein); 2. Hälfte 19. Jahrhundert (Stallscheune) | Klippermühle und zwei Nebengebäude sowie Mühlstein; u. a. ortsgeschichtliche Bedeutung | 08963579 |

## Wilsdruff, Stadt
| Bild                                    | Bezeichnung | Lage                  | Datierung | Beschreibung | ID       |
| --------------------------------------- | --- | --------------------- | --- | --- | -------- |
| Direkt Bild zu diesem Denkmal hochladen | Wegestein | Birkenhain (Karte)    | 19. Jahrhundert (Wegestein) | verkehrshistorische Relevanz | 08964997 |
| Direkt Bild zu diesem Denkmal hochladen | Birkenhainer Mühle; Hohlfeldmühle | Birkenhain (Karte)    | um 1850, Kern womöglich älter (Mühle) | Wohnmühlengebäude; baugeschichtlich und ortshistorisch von Interesse | 08964467 |
| Direkt Bild zu diesem Denkmal hochladen | Bogenbrücke über die Triebisch bei der Niedermühle | Blankenstein (Karte)  | 1905 (Straßenbrücke) | baugeschichtlich von Bedeutung | 08964732 |
| Direkt Bild zu diesem Denkmal hochladen | Kalkofen | Blankenstein (Karte)  | älterer Kern Ende 18. Jahrhundert (Kalkofen) | technikgeschichtlich bedeutsam, letzter von vier Kalkbrennöfen, in Betrieb 1798–1901 | 08964733 |
| Weitere Bilder                          | Sparmannmühle | Grumbach (Karte)      | Kern 1902 (Mühle); 2. Hälfte 19. Jahrhundert (Seitengebäude) | Wohnmühlengebäude mit Mühlentechnik, Reste der wassertechnischen Anlagen sowie Relief mit Mühlstein, auch kleines Seitengebäude (Obergeschoss Sichtfachwerk) südlich der Sparmannmühle; bildprägend, ortshistorische Bedeutung | 08964352 |
| Weitere Bilder                          | Kursächsische Postmeilensäulen (Sachgesamtheit) | Grumbach (Karte)      | bezeichnet 1723, Kopie (Halbmeilensäule) | Postmeilensäule; Kopie einer Halbmeilensäule, verkehrsgeschichtlich von Bedeutung | 09304961 |
|                                         | Straßenwärterstein | Grumbach (Karte)      | 1. Hälfte 19. Jahrhundert (Straßenverkehr) | Straßenwärterstein; verkehrsgeschichtlich von Bedeutung | 09304975 |
|                                         | Straßenbrücke mit Bogen, Unterführung des Grabens der Sparmannmühle                                                                                         | Grumbach (Karte)      | | Straßenbrücke mit Bogen, Unterführung des Grabens der Sparmannmühle | 08964350 |
|                                         | Kleine Straßenbrücke mit einem Bogen | Grumbach (Karte)      | | Kleine Straßenbrücke mit einem Bogen | 08964347 |
| Weitere Bilder                          | Farmerrotor: Windturbine zur Wasserhebung | Grumbach (Karte)      | um 1915 (Turbine) | landschaftsprägend, technisches Denkmal | 08964380 |
| Weitere Bilder                          | Noackmühle; Obermühle | Grund (Karte)         | bezeichnet 1845 (Mühle); um 1920 (Mühlentechnik) | Wohnmühlenhaus und Mühlentechnik; bau und technikgeschichtliche Bedeutung | 09278551 |
| Weitere Bilder                          | Leutholdmühle (ehem.) | Helbigsdorf (Karte)   | bezeichnet 1812 (Mühle); 1. Hälfte 19. Jahrhundert (Auszugshaus) | Wohnmühlenhaus und Ausgedingehaus eines Mühlenanwesens; beide Gebäude Obergeschoss Fachwerk mit Kreuzstreben, bau- und ortsgeschichtliche Bedeutung, womöglich technikgeschichtliche Relevanz | 08964678 |
| Direkt Bild zu diesem Denkmal hochladen | Bogenbrücke mit Schlussstein | Helbigsdorf (Karte)   | bezeichnet 1865 (Straßenbrücke) | Bogenbrücke mit Schlussstein | 08964659 |
| Direkt Bild zu diesem Denkmal hochladen | Ehemaliges Bahnwärterhaus | Helbigsdorf (Karte)   | um 1900 (Bahnwärterhaus) | bau- und womöglich technikgeschichtliche Bedeutung | 08964674 |
| Weitere Bilder                          | Bahnhof Helbigsdorf | Helbigsdorf (Karte)   | bezeichnet 1898 (Güterbahnhof) | Bahnhof: Güterbahnhofsgebäude (Backsteinbau) mit anschließendem Speicher sowie Wartehäuschen (Holzbau) für Personenhaltepunkt; ortshistorisch und verkehrsgeschichtlich relevant | 08964673 |
| Direkt Bild zu diesem Denkmal hochladen | Wegestein | Helbigsdorf (Karte)   | 19. Jahrhundert (Wegestein) | verkehrsgeschichtlich von Bedeutung | 08964486 |
| Weitere Bilder                          | Kirstenmühle (ehem.) | Helbigsdorf (Karte)   | 18. Jahrhundert (Mühle); 18. Jahrhundert (Seitengebäude); um 1850 (Seitengebäude); 19. Jahrhundert (Scheune)                                                                                              | Vierseithof (ehemalige Mühle und Bäckerei) mit Wohnstallhaus, Auszugshaus mit Scheune, Stallgebäude und Scheune; alle Gebäude mit Fachwerk, in seiner Struktur erhaltener Hof, orts- und bauhistorische Relevanz | 08964681 |
| Weitere Bilder                          | Dietrichmühle (ehem.) | Helbigsdorf (Karte)   | Ende 19. Jahrhundert, nach Brand von 1886 (Mühle); Ende 19. Jahrhundert, nach Brand von 1886 (Scheune) | Wohnmühlenhaus und Scheune (Sichtfachwerk); ortshistorisch von Interesse, womöglich noch technikgeschichtliche Relevanz | 08964680 |
| Direkt Bild zu diesem Denkmal hochladen | Zweibogige Brücke | Herzogswalde (Karte)  | 1765 (Auskunft) | verkehrsgeschichtlich von Interesse | 09278511 |
| Direkt Bild zu diesem Denkmal hochladen | Bogenbrücke | Herzogswalde (Karte)  | bezeichnet 1866 (Straßenbrücke) | verkehrsgeschichtlich von Interesse | 09278513 |
| Direkt Bild zu diesem Denkmal hochladen | Schmiede (z. T. noch Obergeschoss Fachwerk) | Herzogswalde (Karte)  | um 1870 (Schmiede) | ortshistorisch relevant | 09278529 |
| Direkt Bild zu diesem Denkmal hochladen | Wegestein | Herzogswalde (Karte)  | 19. Jahrhundert (Wegestein) | verkehrsgeschichtlich von Interesse | 09278508 |
| Weitere Bilder                          | Windmühle Kaufbach | Kaufbach (Karte)      | 1842 (Mühle) | Turmholländer; baugeschichtlich und technikgeschichtlich von Bedeutung | 08964385 |
| Direkt Bild zu diesem Denkmal hochladen | Wegestein | Limbach (Karte)       | 19. Jahrhundert (Wegestein) | verkehrshistorische Bedeutung | 08964998 |
|                                         | Schmalspurbahn Freital-Potschappel–Nossen | Mohorn (Karte)        | 1898/1899 (Lokschuppen) | Lokschuppen mit Wasserstandsanzeiger; eisenbahngeschichtliche und ortsgeschichtliche Bedeutung | 09278492 |
| Direkt Bild zu diesem Denkmal hochladen | Erzengel Michael Erbstolln; Freiberger Revier | Mohorn (Karte)        | vmtl. 19. Jahrhundert (Mundloch) | Mundloch; bergbaugeschichtlich von Bedeutung | 09278503 |
| Weitere Bilder                          | Bahnhof Mohorn; Schmalspurbahn Freital-Potschappel–Nossen                                                                                                   | Mohorn (Karte)        | 1898/1899 (Personenbahnhof) | Empfangsgebäude (heute Wohnhaus); baugeschichtliche, ortshistorische und eisenbahngeschichtliche Bedeutung | 09278495 |
| Direkt Bild zu diesem Denkmal hochladen | Pumpstation | Oberhermsdorf (Karte) | bezeichnet 1899 (Pumpenhaus) | technisches Denkmal | 09277791 |
| Direkt Bild zu diesem Denkmal hochladen | Wegestein | Oberhermsdorf (Karte) | 19. Jahrhundert (Wegestein) | verkehrsgeschichtlich von Bedeutung | 09303883 |
|                                         | Kleine Schmiede (Sichtfachwerk) | Wilsdruff (Karte)     | 2. Hälfte 19. Jahrhundert (Schmiede) | ursprüngliches Aussehen weitgehend erhalten, straßenbildprägend von Bedeutung | 08964995 |
| Weitere Bilder                          | Funkamt (ehem.); Sender Wilsdruff (Sachgesamtheit) | Wilsdruff (Karte)     | 1953/54 (gesamte Anlage) | Sachgesamtheit Funkamt (ehem.), Sender Wilsdruff mit folgenden Einzeldenkmalen: drei Wohnhäuser mit Werkswohnungen (1953), Einfriedung, Torhaus (Haus U), Verwaltungsgebäude mit Speiseund Veranstaltungssaal (Haus B, bezeichnet 1954) sowie Interieur, männliche Plastik, Stützmauern, Garagengebäude, weiteres Nebengebäude, Pförtnerhaus, Sendergebäude (Haus A) mit Interieur und rückwärtigem Anbau über Eck, Maschinenhaus (Haus C) mit rückwärtigem Anbau und Kühlturm, Lüftungsbauwerk mit älterem Kern, drei Antennenhäuser, Reusenantenne, Werkstattund Bürogebäude, Sendemast (154 m hoch) mit Fußgebäude, drei Wachtürme und Schutzzone für das Technikgelände, die original erhaltene Sendetechnik mit Versorgungsanlagen, originales Interieur in Haus A und Haus B: Wandbild (im Speisesaal), Innentüren, Wandund Deckenleuchten, Wanduhren, Parkettböden, Treppengeländer (siehe Einzeldenkmalliste -Obj. 08964292, gleiche Anschrift), mit umgebender Parkanlage (Gartendenkmal) und folgenden Sachgesamtheitsteilen: Pflasterflächen, Wegeabgrenzungen, die umlaufende, westlich des Sendemastes im spitzen Winkel zulaufende, doppelte Baumreihe um die Sendetechnik sowie Gehölze als Flurstücksbegrenzung; technikgeschichtlich und auch gartengestalterisch bedeutsame Anlage, eine der letzten vollständig erhaltenen Sendeanlagen aus den 1950er Jahren in Deutschland, einzige derartige Anlage in Sachsen, demzufolge auch von singulärer Bedeutung, die Baulichkeiten als frühe Zeugnisse der DDR-Architektur auf Grund ihrer gestalterischen Qualität und Ursprünglichkeit von baukünstlerischer Bedeutung.Der Funkturm wurde am 01.08.2021 gesprengt. | 09300471 |
|                                         | Funkamt (ehem.); Sender Wilsdruff (Sachgesamtheit) | Wilsdruff             | 1953–1954 (komplette Anlage mit Sendemast, Dreieck; 1953–1954 (Pförtnerhaus zw. Haus B und C); bezeichnet 1954 (im Balkongeländer, Haus B); 1953 (Haus A -Sendegebäude); 1953 (Kühlauslass für Haus A, C) | Einzeldenkmale der Sachgesamtheit Sender Wilsdruff: drei Wohnhäuser mit Werkswohnungen (1953), Einfriedung, Torhaus (Haus U), Verwaltungsgebäude mit Speiseund Veranstaltungssaal (Haus B, bezeichnet 1954) sowie Interieur, männliche Plastik, Stützmauern, Garagengebäude, weiteres Nebengebäude, Pförtnerhaus, Sendergebäude (Haus A) mit Interieur und rückwärtigem Anbau über Eck, Maschinenhaus (Haus C) mit rückwärtigem Anbau und Kühlturm, Lüftungsbauwerk mit älterem Kern, drei Antennenhäuser, Reusenantenne, Werkstattund Bürogebäude, Sendemast (154 m hoch) mit Fußgebäude, drei Wachtürme und Schutzzone für das Technikgelände, die original erhaltene Sendetechnik mit Versorgungsanlagen, originales Interieur in Haus A und Haus B: Wandbild (im Speisesaal), Innentüren, Wandund Deckenleuchten, Wanduhren, Parkettböden, Treppengeländer (siehe auch Sachgesamtheitsliste -Obj. 09300471, gleiche Anschrift); technikgeschichtlich und auch gartengestalterisch bedeutsames Objekt, eine der letzten vollständig erhaltenen Sendeanlagen aus den 1950er Jahren in Deutschland, einzige derartige Anlage in Sachsen, demzufolge auch von singulärer Bedeutung, die Baulichkeiten als frühe Zeugnisse der DDR-Architektur auf Grund ihrer gestalterischen Qualität und Ursprünglichkeit von baukünstlerischer Bedeutung. | 08964292 |
|                                         | Bogenbrücke über die Wilde Sau | Wilsdruff (Karte)     | 2. H. 19. Jahrhundert (Straßenbrücke) | verkehrsgeschichtlich und baugeschichtlich von Bedeutung | 08964200 |
| Direkt Bild zu diesem Denkmal hochladen | Dampfmaschine mit liegendem Zylinder der Fa. Jacobiwerk Meißen, Nr. 399 und Generator der Fa. Siemens-Schuckert, Nr. 1095194 (75 RVA) mit offenem Kollektor | Wilsdruff (Karte)     | bezeichnet 1901 (Dampfmaschine) | bedeutendes maschinenbautechnisches Zeugnis der Region | 08964337 |
|                                         | Möbelfabrik Gebr. Müller (ehem.) | Wilsdruff (Karte)     | um 1870 (Fabrikgebäude) | Fabrikgebäude der früheren Möbelfabrik und Maschinenhaus einschließlich der Dampfmaschine mit liegendem Zylinder (Patent Proell) sowie zugehöriger Maschinenraumausstattung; dreigeschossiger Putzbau mit angebautem Erweiterungsbau, bedeutendes Zeugnis der regionalen Industriegeschichte, bildprägend, Dampfmaschine original und in gutem Zustand erhalten, technikgeschichtlich von Bedeutung | 08964338 |
| Direkt Bild zu diesem Denkmal hochladen | Fabrikgebäude | Wilsdruff (Karte)     | Ende 19. Jahrhundert (Fabrikgebäude) | u. a. baugeschichtlich von Bedeutung | 08964215 |
| Weitere Bilder                          | Bahnhof Wilsdruff | Wilsdruff (Karte)     | 1886 (Empfangsgebäude); 1909 (Laderampe); 1909 (Lokschuppen) | Bahnhof mit Empfangsgebäude, Güterschuppen, Nebengebäude, Lokschuppen und Laderampe; orts- und verkehrshistorische Bedeutung, ehemals zweitgrößter Schmalspurbahnhof Deutschlands | 09278868 |
| Direkt Bild zu diesem Denkmal hochladen | Brauerei Frühauf (ehem.) | Wilsdruff (Karte)     | bezeichnet 1885 (Fabrikgebäude) | Fabrikgebäude mit zentralem Turm mit Zinnenkranz; bau und ortsgeschichtlich von Bedeutung | 08964233 |
| Direkt Bild zu diesem Denkmal hochladen | Lokomobile | Wilsdruff (Karte)     | 1936 (Dampfmaschine) | Lokomobile-Heißdampf von Buckan-Wolf; technikgeschichtlich von Bedeutung | 08964460 |
| Weitere Bilder                          | Kursächsische Postmeilensäulen (Sachgesamtheit) | Wilsdruff (Karte)     | 1730 (Postdistanzsäule) | Postmeilensäule; Kopie einer Distanzsäule, regionalgeschichtlich und verkehrsgeschichtlich von Bedeutung | 08964288 |
|                                         | Ratsmühle | Wilsdruff (Karte)     | 1895 (Fabrikantenvilla) | Fabrikantenvilla der ehemaligen Ratsmühle; von ortshistorischer und baugeschichtlicher Bedeutung | 08964204 |
| Weitere Bilder                          | Saubachtalbrücke; Schmalspurbahn Freital-Potschappel–Nossen; Schmalspurbahn Wilsdruff–Gärtitz; Rübenbahn (sog.)                                             | Wilsdruff (Karte)     | bezeichnet 1954 (Eisenbahnbrücke) | Eisenbahnbrücke; ortsbildprägende Bogenbrücke, als Zeugnis zweier Schmalspurstrecken (darunter die für die jährliche Zuckerrübenkampagne in der Lommatzscher Pflege bedeutende Rübenbahn) verkehrsgeschichtlich von Bedeutung | 08964213 |